# Geschichte Kärntens
Die Wurzeln der Geschichte Kärntens reichen bis in die Altsteinzeit zurück. In der Antike war auch das Gebiet des heutigen österreichischen Bundeslandes Kärnten Bestandteil des keltischen Königreichs Noricum, ein erstes Staatengebilde in diesen Regionen, das später in der römischen Provinz Regnum Noricum aufging. Nachdem die Slawen die Römer um das Jahr 600 vertrieben und einen eigenen Staat Karantanien gebildet hatten, gewannen nach und nach auch baierische bzw. fränkische Einflüsse in Kärnten an Gewicht. In den Jahren 743 bis 907 herrschten fränkische Könige und Kaiser über das Gebiet, anschließend wurde Kärnten ein Teil des Herzogtums Baiern. Im Jahr 976 begann eine Phase der Eigenständigkeit des Herzogtums Kärnten, die bis ins Jahr 1335 andauerte. In diese Zeit fallen zahlreiche Klostergründungen sowie der Bau von Schlössern und Befestigungsanlagen. Anschließend wurde Kärnten von den Habsburgern regiert und mit Österreich, Steiermark und Krain vereinigt.
In der darauf folgenden Zeit bis ins 18. Jahrhundert wurde Kärntens Schicksal zunächst von den Türkenkriegen, den Bauernaufständen und von den Auswirkungen der Reformation und Gegenreformation geprägt. Unter Maria Theresia kam es Ende des 18. Jahrhunderts zu Reformen, welche die Macht der Stände beschnitten und den Bauern das Recht an ihrem Besitz zusicherten. Kärnten verlor seine administrative Selbständigkeit. Einen weiteren Rückschlag in der Entwicklung des Landes hatten die Koalitionskriege ab dem Jahr 1797 zur Folge, als im Jahr 1809 ganz Oberkärnten an Frankreich fiel. Im Jahr 1814 kamen diese Landesteile wieder an das Kaisertum Österreich, aber sie wurden dem habsburgischen Königreich Illyrien angegliedert.
Nach der Revolution der Jahre 1848 und 1849 erlangte Kärnten seine Selbständigkeit und seine Landeseinheit zurück. in den Jahren 1867 bis 1918 war es ein Kronland in Österreich-Ungarn. Nach Gebietsverlusten als Folge des Ersten Weltkriegs erhielt Kärnten als Bundesland der Republik Österreich seine heutigen Grenzen.

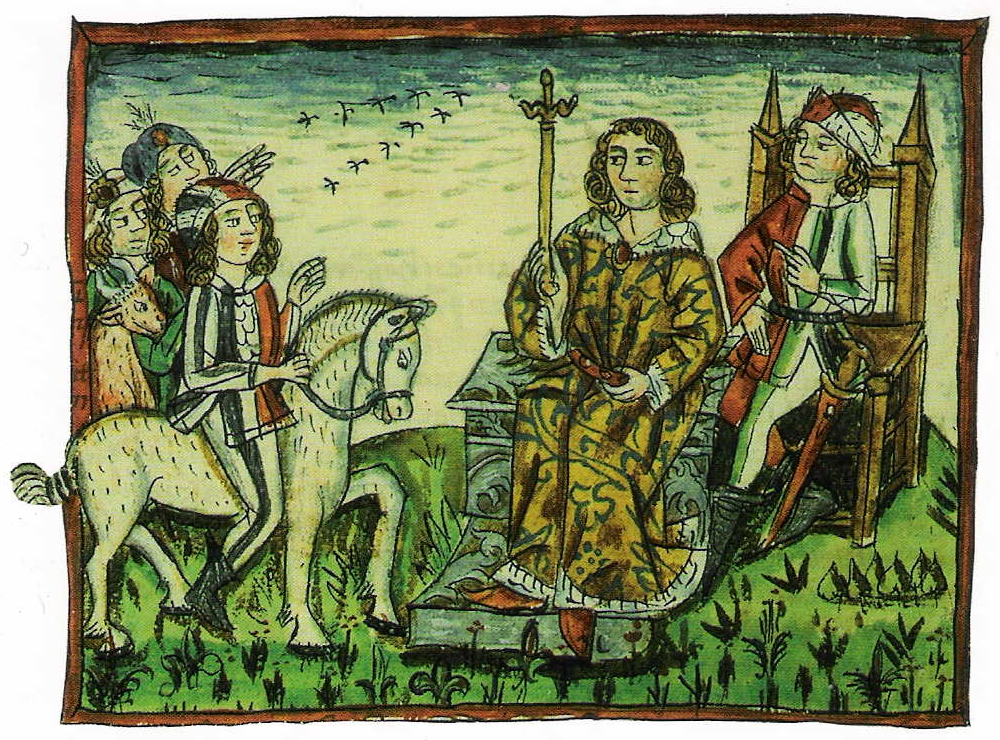
Kärntner Herzogseinsetzung auf dem Zollfeld, zeitgenössische Darstellung von Leopold Stainreuter (14. Jh.)

## Vorgeschichte und Römerzeit

### Ur- und Frühgeschichte
Die ältesten Hinweise auf die Besiedlung durch Menschen in Kärnten sind die in der Griffener Tropfsteinhöhle im Burgberg von Griffen. Die dort gefundenen Steingeräte stammen aus der Altsteinzeit (Jungpaläolithikum) und sind 30.000 bis 40.000 Jahre alt. Weitere Einzelfunde stammen aus der Mittelsteinzeit (Mesolithikum). Außerdem häufen sich die archäologischen Funde aus der Zeit ab dem 3. Jahrtausend v. Chr. auf Gebiet des heutigen Kärnten. Wahrscheinlich gab es daher größere Siedlungen am Strappelkogel im Lavanttal, in der Nähe der Ortschaft Maria Saal sowie in der Nähe der Stadt Villach. Am Grund des Keutschacher Sees wurden Überreste einer Pfahlbausiedlung gefunden, die aus der Zeit kurz nach dem Beginn des 4. Jahrtausend v. Chr. (Kupferzeit) stammt. Das Fälldatum des ältesten Pfahls konnte durch eine Datierung seiner Jahrringbreiten (Dendrochronologie) ins Jahr 3947 v. Chr. bestimmt werden. Die Siedlung am Grund des Keutschacher Sees ist seit dem Jahr 2011 Teil des UNESCO-Welterbes Prähistorische Pfahlbauten um die Alpen. Eine zweite Pfahlbauanlage am Grund des Hafnersees scheint ein wenig jünger als die des benachbarten Keutschacher Sees zu sein.
Auch aus der Bronzezeit gibt es einige Fundstücke. Neben bronzenen Werkzeugen und Waffen, die möglicherweise auf eine frühzeitliche Handelstätigkeit mit dem kupferreichen Siebenbürgen schließen lassen, stammt auch der älteste Skelettfund auf Kärntner Boden (St. Salvator bei Friesach) aus der Zeit um das Jahr 2000 v. Chr.
In der letzten prähistorischen Epoche – der Eisenzeit – betrieb man in Kärnten bereits zurzeit der Urnenfelderkultur intensiv Ackerbau. Zur Zeit der Hallstattkultur wurde reger Handel mit Salz und mediterranen Produkten im Gebiet des heutigen Kärnten betrieben. Für die späte Hallstattzeit gibt es Fundstücke mit Schriftzeichen von der Gurina im Gailtal, wohl die ältesten Schriftdenkmäler Österreichs. Weitere Fundorte der Hallstattzeit sind das Gräberfeld von Frög und die Gracarca. Veneter und Kelten siedelten auf dem Gebiet des heutigen Kärnten.

### Der keltische Staat Noricum
Etwa um das Jahr 300 v. Chr. schlossen sich mehrere keltische und illyrische Stämme unter der Führung der Noriker zusammen und errichteten den zur damaligen Zeit mächtigen keltischen Staat Noricum mit einem befestigten Hauptort auf dem Magdalensberg als Zentrum im Gebiet des heutigen Kärnten. Sie prägten eigene Münzen und unterhielten weitreichende Handelsbeziehungen. Die Noriker waren bekannt für den Abbau von Salz und Eisen, wertvolle Handelsgüter, mit denen sie schon früh mit den Etruskern Handel trieben. Es ist damit das wohl erste politische Gebilde auf dem Gebiet des heutigen Österreichs, das sich im Lauf der darauf folgenden Jahrhunderte im Norden etwa bis zur Donau erstreckte.
Mit den Römern erreichte der norische König Cincibilus ab dem Jahr 170 v. Chr. durch ein hospitium publicum (lat. für „staatliche Gastfreundschaft“) ein freundschaftliches Verhältnis. Im 1. Jahrhundert v. Chr. erreichte Noricum unter Voccio eine bedeutende Ausdehnung nach Osten und Norden. Die Beziehungen mit den Römern weiteten sich über die bloße Handelstätigkeit hinaus aus. Zum Beispiel sandte Voccio im Jahr 49 v. Chr. Julius Caesar im beginnenden Bürgerkrieg am Rubikon zur Unterstützung 300 Reiter.

### Die römische Provinz Noricum

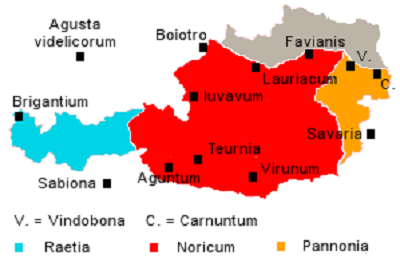
Römische Provinzen und Orte auf dem Gebiet des heutigen Österreichs

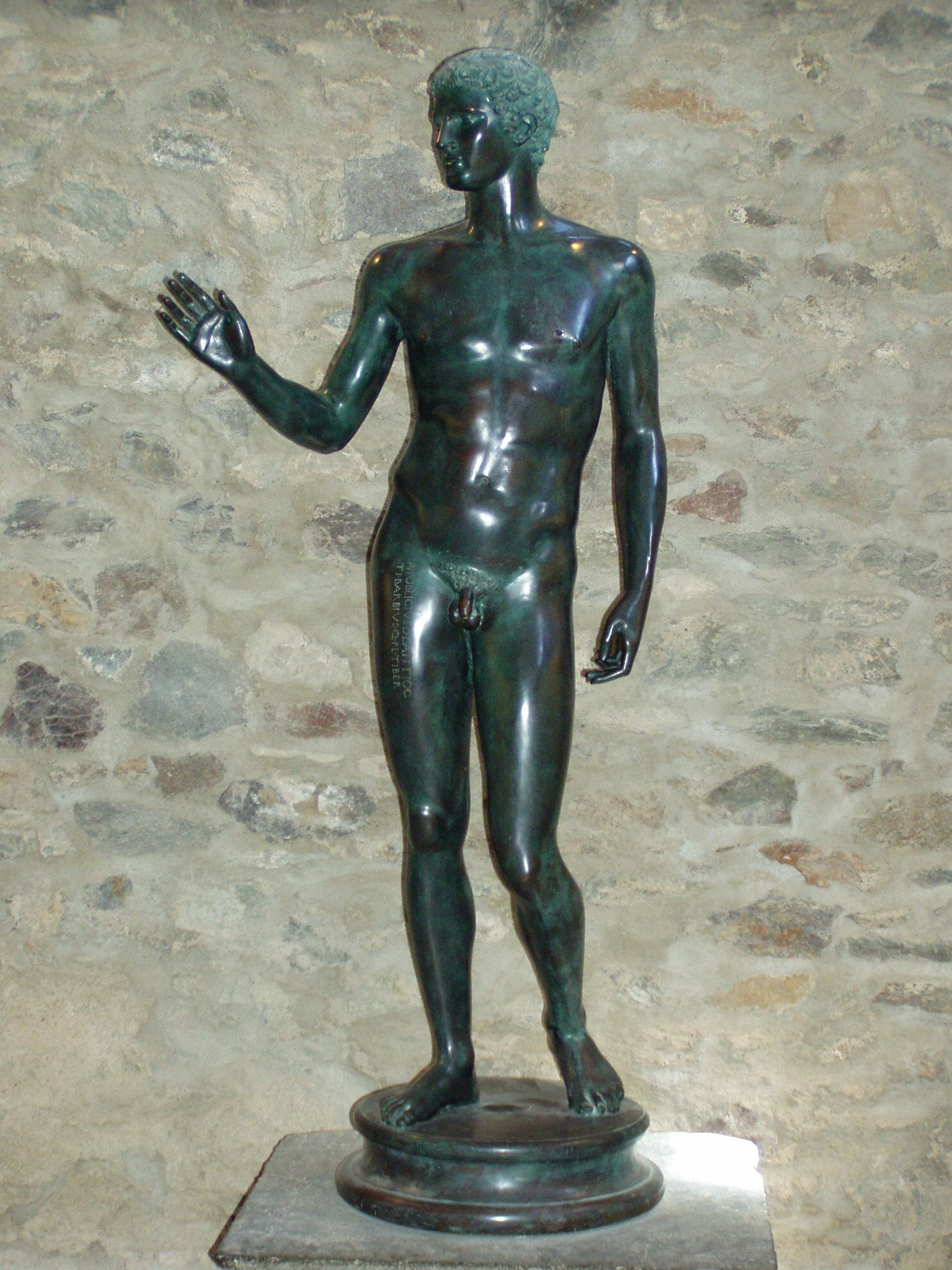
Der Jüngling vom Magdalensberg, Zeugnis blühender römischer Kultur schon vor der Einrichtung der Provinz

Die Römer weiteten ihren Einfluss in der Region des damaligen Noricum ständig aus. Schließlich wurde das gesamte Königreich Noricum auf friedlichem Weg um das Jahr 15 v. Chr. von den Römern besetzt. Hauptort des besetzten Gebietes wurde der Magdalensberg. Etwa um das Jahr 45 n. Chr. wurde Noricum unter Kaiser Claudius (41–54 n. Chr.) in eine römische Provinz unter einem kaiserlichen Statthalter mit Sitz in Virunum auf dem Zollfeld umgewandelt. Neben Virunum lag auch noch die Stadt Teurnia auf dem Gebiet des heutigen Kärnten. Durch die starke Romanisierung entfaltete sich im Laufe der Zeit eine blühende provinzialrömische Kultur in diesem Gebiet. Im heutigen Kärntner Zentralraum war die Besiedlung sehr dicht, besonders im Gebiet des heutigen Unterkärnten. Weitere wichtige Siedlungen waren damals Santicum (Villach) und Iuenna (Globasnitz). Bedeutende Wirtschaftszweige waren damals der Bergbau nach Eisen, Gold und Blei sowie die Landwirtschaft. Wichtige Heiligtümer außerhalb dieser Siedlungen waren etwa das Noreia-Heiligtum in Hohenstein oder der Mars-Latobius-Tempel in Burgstall-St. Margarethen bei St. Paul im Lavanttal. Unter Diokletian (284–305) wurde die Provinz entlang des Alpenhauptkamms in Noricum ripense („Ufernoricum“) und Noricum mediterraneum („Binnennoricum“) aufgeteilt. Der Sitz Binnennoricums blieb zunächst Virunum. Durch das Mailänder Toleranzedikt im Jahr 313 begann eine stärkere Ausbreitung des Christentums. Bischofssitze im heutigen Kärnten sind sowohl für Virunum als auch Teurnia belegt. Bis ins Jahr 395, dem Zusammenbruch des pannonischen Limes, kam es in Binnennorikum zu einer relativ ruhigen Nachblüte.

### Völkerwanderung
Ab dem 5. Jahrhundert wurde das Römische Reich von germanischen Stämmen bedrängt. In Binnennoricum zog sich die Bevölkerung aus den Siedlungen im Tal in befestigte Höhensiedlungen und Kastelle zurück. Die Hauptstadt wurde nach Teurnia verlegt, das durch seine Höhenlage leichter zu verteidigen war als das in einem Tal gelegene Virunum. Bekannte Höhensiedlungen lagen unter anderem auf dem Hemmaberg, dem Ulrichsberg, Danielsberg, Grazerkogel und dem Duel. Kennzeichnend für diese Höhensiedlungen sind jeweils frühchristliche Kirchen, auf dem Hemmaberg wurden sogar sechs Kirchen ergraben. Nach mehreren Einfällen in Italien drangen die Goten im Jahr 408 unter Alarich I., von Emona (Ljubljana) über die Karnischen Alpen kommend, erstmals in Noricum ein, worüber damals der römische Heerführer Stilicho das Kommando führte. Stilicho verbündete sich mit Alarich, wurde aber aufgrund dieses Paktes des Hochverrats beschuldigt und hingerichtet. Sein Nachfolger Jovius verweigerte aufgrund eines Eides, den alle römischen Beamten abzulegen hatten und der einen Frieden mit Alarich verbot, diesem die Überlassung der Provinzen. Ab dem Jahr 472 zogen die Ostgoten und die Alemannen durch das Land, ohne es erobern zu können. Selbst nachdem Odoaker im Jahr 476 den letzten römischen Kaiser abgesetzt hatte, blieb in den Provinzen die römische Verwaltung erhalten. Mit dem Tod des Königs Theoderich zerbrach das Reich der Ostgoten schließlich, ohne dass diese die volle Kontrolle über Noricum erlangen konnten. Mit den Ostgoten kam der Arianismus in das heutige Kärnten, der sich mit der Errichtung einer der beiden Doppelkirchen am Hemmaberg auch baulich manifestierte. Unter Kaiser Justinian I. eroberte schließlich das Oströmische Reich zwischen den Jahren 535 und 555 Italien inklusive Teile Noricums von den Goten zurück.
Der fränkische König Theudebert I. erlangte für kurze Zeit die Herrschaft über Noricum und setzte dort Bischöfe ein. Daraufhin kamen die Baiern in das Gebiet, trafen dort aber ab dem Jahr 591 auf die Slawen, die mit Unterstützung der Awaren von Osten einfielen, sodass die Baiern genauso wenig wie die einheimische keltoromanische Bevölkerung Widerstand leisten konnten.

## Mittelalter

### Fürstentum Karantanien

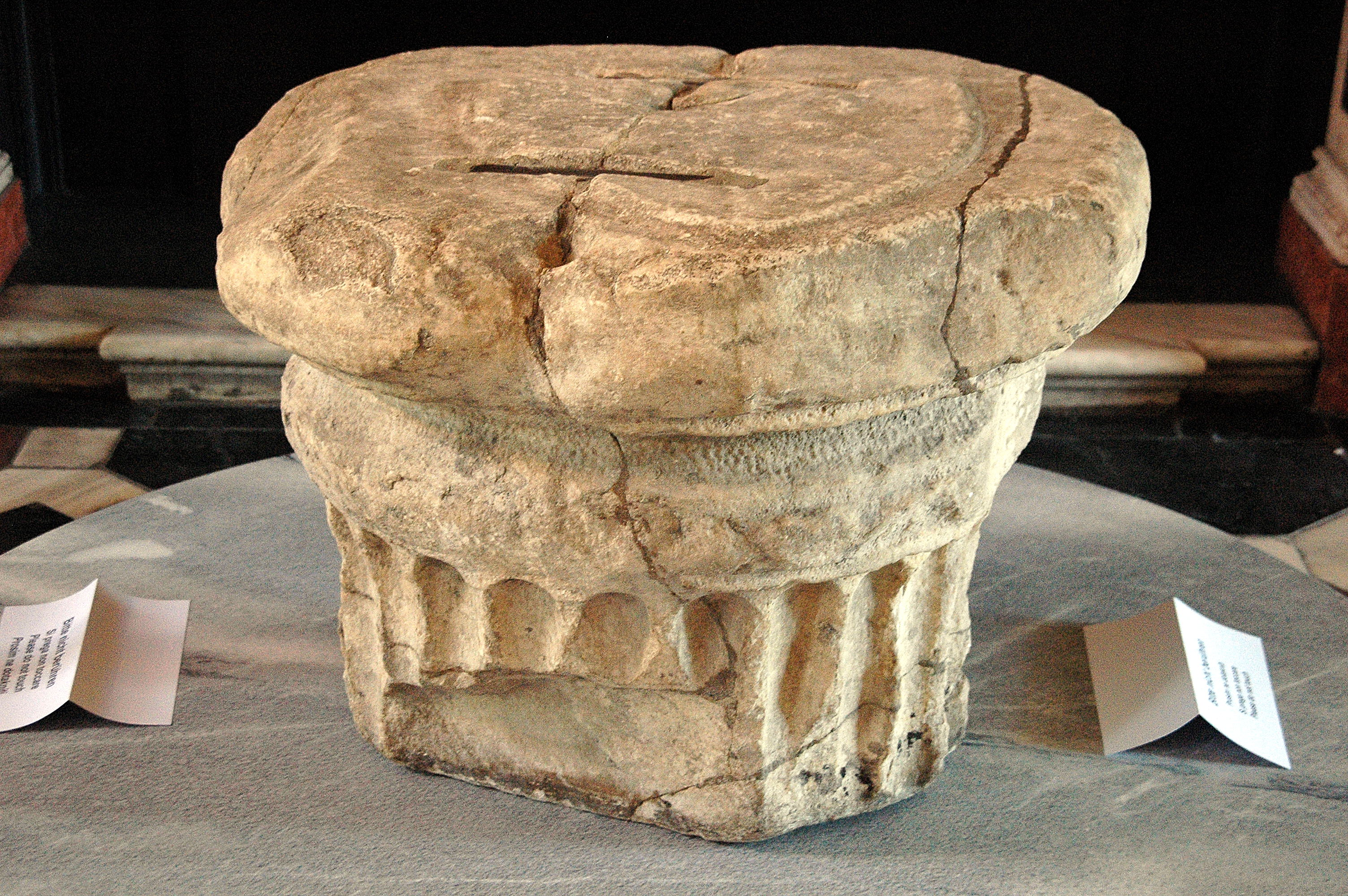
Der seit März 2006 im Wappensaal des Klagenfurter Landhauses aufgestellte Fürstenstein

Mit Unterstützung der Awaren strömten um das Jahr 590 vom Osten her Slawische Stämme in das Gebiet des heutigen Kärnten ein und zogen, da sie von der noch verbliebenen keltoromanischen Bevölkerung daran nicht gehindert wurden, entlang der Drau immer weiter nach Westen, bis sie um das Jahr 610 von den Bajuwaren, die zuvor von Norden kommend bis ins Pustertal vorgedrungen waren, in einer Schlacht bei Aguntum (bei Lienz) geschlagen wurden, bei der es auch zur Zerstörung der Stadt kam. Ein weiteres Vordringen nach Süden haben die Langobarden im Friaul verhindert. Mit der slawischen Landnahme enden auch die Quellen für viele Siedlungen im ehemaligen Binnennoricum. Die Hauptstadt Teurnia wurde im Jahr 591 zum letzten Mal erwähnt. Die Ankunft der heidnischen Slawen brachte auch die Christianisierung zum Stillstand.
So ließen sich Slawen in den Tälern von Drau, Mur und Save nieder und gründeten um das Jahr 600 das slawische Fürstentum Karantanien. Zentrum Karantaniens war das Zollfeld im Gebiet der ehemaligen Hauptstadt Noricums Virunum. Dort stellten die Karantanen den Fürstenstein auf, die umgedrehte Basis einer römischen Säule, die dazu diente, die in Karnburg residierenden Fürsten rituell einzusetzen. Dieser Brauch wurde später von den Kärntner Herzögen übernommen und in das Ritual der Herzogseinsetzung integriert.
Archäologisch ist die Kultur der Slawen im heutigen Kärnten kaum fassbar. Die Anwesenheit von romanischer Bevölkerung ist jedoch auch noch für das 7. Jahrhundert durch archäologische Funde belegt. Es ist also durchaus auch für diese Zeit von einer Bevölkerungskontinuität auszugehen. Die Zahl der eingewanderten Slawen war demnach zu gering, um einen Einschlag auf die materielle Kultur zu hinterlassen. Dass die Herrschaftsschicht aber dennoch slawisch dominiert war und als solches auch von außen wahrgenommen wurde, kann durch eine Vielzahl schriftlicher Quellen aus dieser Zeit belegt werden.
Der alte, auf das Reich in der Eisenzeit zurückgehende Landesname Karantanien – vermutlich abgeleitet vom keltischen „carant“ (Freund, Verwandter) – zeigt an, dass Traditionen weitergegeben wurden, wahrscheinlich durch die verbliebenen einheimischen Keltoromanen. Die Bezeichnung „Carontani“ wurde nachweislich um das Jahr 700 vom Geografen von Ravenna erstmals erwähnt und die spätere Form „Carantanum“ für das Gebiet des Volkes der Slawen ist vor dem Jahr 800 vom Geschichtsschreiber Paulus Diaconus belegt. Von den deutschen Nachbarn wurden die Karantanen mit dem germanischen Sammelnamen für die slawischen Völker als „Windische“ bezeichnet. Im Zusammenhang mit der Slawenmission in Karantanien entstanden mit den slowenischsprachigen Freisinger Denkmälern auch die ältesten Zeugnisse einer slawischen Sprache in lateinischer Schrift.
Die slawischen Karantanenfürsten, die sich sowohl der Angriffe der Awaren im Osten als auch der von Norden in das Gebiet drängenden Franken erwehren mussten, schlossen Karantanien wohl zunächst dem sogenannten Slawenreich des Samo an, einem losen Stammesverband slawischer Fürstentümer. Als dieses aber den Awaren gegenüber tributpflichtig wurde, ersuchte Borouth (slow. Borut), der erste namentlich bekannte Slawenfürst, die Baiern vor dem Jahr 743 um Hilfe gegen die Awaren, die von Herzog Odilo von Bayern auch gewährt wurde, allerdings unter der Voraussetzung der Anerkennung der bairischen bzw. fränkischen Oberhoheit.

### Herzogtum Baiern und Fränkisches Reich

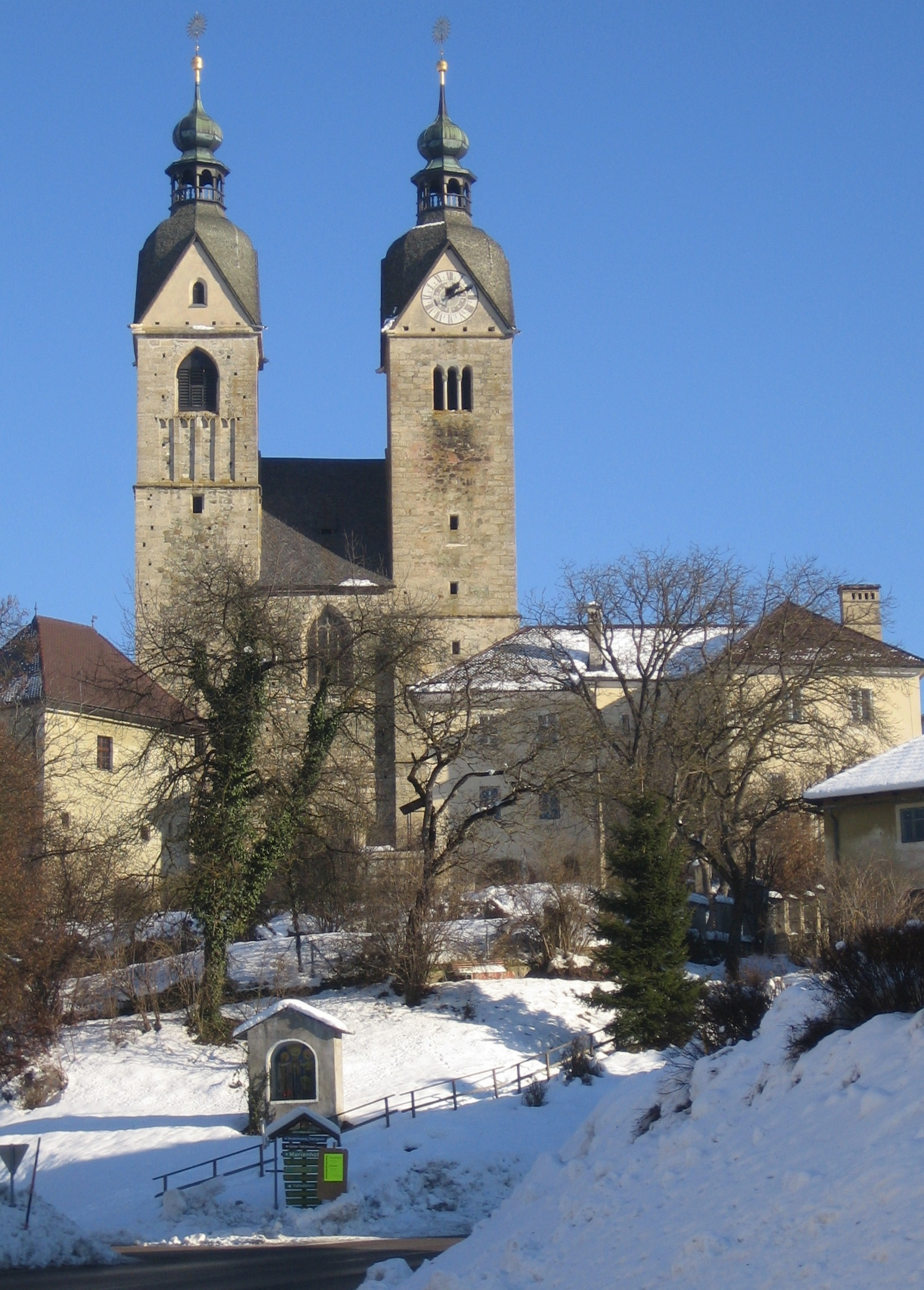
Maria Saal, Ort einer der ersten Kirchen in Kärnten (Mitte 8. Jh.)

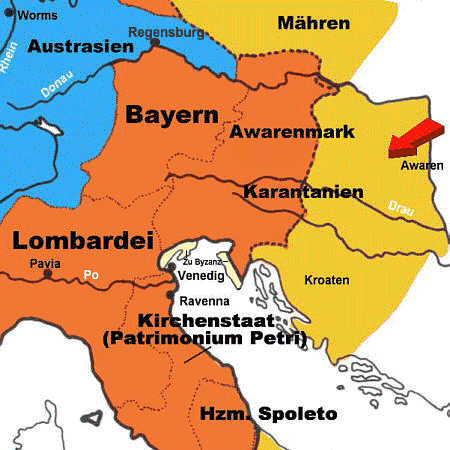
Mark Karantanien zur Zeit Karls des Großen

Die Einflussnahme der Baiern in Kärnten wurde durch erste christliche Missionen des Bistums Salzburg im 8. Jahrhundert begleitet. Bischof Virgilius ließ den Sohn und den Neffen Borouths, der selbst noch Heide war, als Geiseln nach Salzburg bringen und christlich erziehen. Nach dem Tod Borouths regierten zunächst sein Sohn Cacatius (slowenisch Gorazd) und seit dem Jahr 752 sein Neffe Cheitumar (slow. Hotimir) .
Cheitumar bat Virgilius um die Christianisierung des Landes. Dieser entsandte im Jahr 767 Modestus als Vikar sowie weitere Kleriker nach Karantanien. Nach dem Tod von Modestus gab es zwei Aufstände der heidnischen Karantanier, ein dritter Aufstand folgte nach dem Tod von Cheitumar im Jahr 770. Die Rebellen konnten die Truppen von Valhun, dem Nachfolger Cheitumars, besiegen und vertrieben die christlichen Missionare. Daraufhin zog der Herzog von Baiern Tassilo III. im Jahr 772 mit Truppen nach Karantanien, schlug den Aufstand zurück und Valhun wurde wieder als Herzog eingesetzt.
Im Zuge der Christianisierung beauftragte Bischof Virgilius von Salzburg vor dem Jahr 757 den Missionsbischof Modestus mit dem Bau einer Kirche bei Maria Saal. Außerdem wurden die ersten Klöster, die auch der Heranholung von Siedlern aus dem Altland dienten, gegründet. Zu diesen gehörten Innichen (769, heute Südtirol) und Kremsmünster (777, heute Oberösterreich). Das erste Kloster in Kärnten wurde zwischen den Jahren 772 und 788 von Tassilo III. in Molzbichl bei Spittal an der Drau gegründet.
Nachdem Karl der Große – seit dem Jahr 768 König der Franken und ab dem Jahr 800 Kaiser – Tassilo im Jahr 788 abgesetzt hatte, bedeutete dies das Ende des baierischen Stammesherzogtums. Karantanien wurde gemeinsam mit Baiern und den anderen bis dahin mit Baiern verbundenen Gebieten dem von den Karolingern geschaffenen Fränkischen Reich angegliedert und Reichsbeamten unterstellt. Karl setzte die Expansionspolitik im südöstlichen Raum seines Reichs fort, unterwarf die Awaren und verleibte das benachbarte westliche Pannonien ein, so dass die südöstlichen Grenzen seines Reichs vom Plattensee bis an die Adriaküste nach Istrien reichte.
Um das Jahr 820 lösten fränkische Markgrafen die Stammesfürsten slawischer Abstammung in Karantanien, die bis dahin noch eine gewisse Autonomie des Gebiets gewährleistet hatten, als Landesherren ab. Die Besitzungen der Slawen wurden Königsland und die bayerischen Bistümer wurden mit Gebietsschenkungen dotiert. Die kirchlichen Grundherren holten weitere Siedler nach Ober- und nach Mittelkärnten, so dass der immer geringer werdende Anteil an Slawen in der Bevölkerung des Landes allmählich assimiliert wurde.
Der fränkische König Ludwig der Deutsche übertrug im Jahr 856 seinem Sohn Karlmann Baiern und Karantanien. Dieser weitete seinen Einflussbereich auf weitere Gebiete im Ostland aus und verlegte den Mittelpunkt seiner Herrschaft nach Karantanien. Seinem unehelichen Sohn, Arnulf von Kärnten, übertrug er im Jahr 876 zunächst die Präfektur Pannoniens und die Mark Karantanien. Nach dem Tod des ostfränkischen Königs Karlmann im Jahr 880 erbte er Karantanien und wurde im Jahr 887 selbst König des Ostfrankenreiches und schließlich im Jahr 896 Römischer Kaiser. Eine der wichtigsten seiner Pfalzen war die Karnburg („Curtis Carantana“), die er zur Festung ausbauen ließ. Er gilt als letzter bedeutender Herrscher aus dem Haus der Karolinger, denn sein Sohn Ludwig das Kind trat im Jahr 899 im Alter von nur sechs Jahren die Nachfolge an und starb im Jahr 911 als letzter ostfränkischer Karolingerkönig.
Bereits im Jahr 893 wurde Luitpold von Arnulf als Markgraf von Karantanien und Oberpannonien eingesetzt. Der Namensgeber des Geschlechts der Luitpoldinger, dessen Nachfolger noch bis ins Jahr 947 in Karantanien regierten, starb im Jahr 907 bei der Schlacht von Pressburg. Bei dieser Schlacht erlitten die Ostfranken eine der verheerendsten Niederlagen während der sogenannten Ungarneinfälle. Nach den Luitpoldingern herrschten die baierischen Herzöge Heinrich I. (von 947 bis 955) und Heinrich II. (von 955 bis 976) über Karantanien.

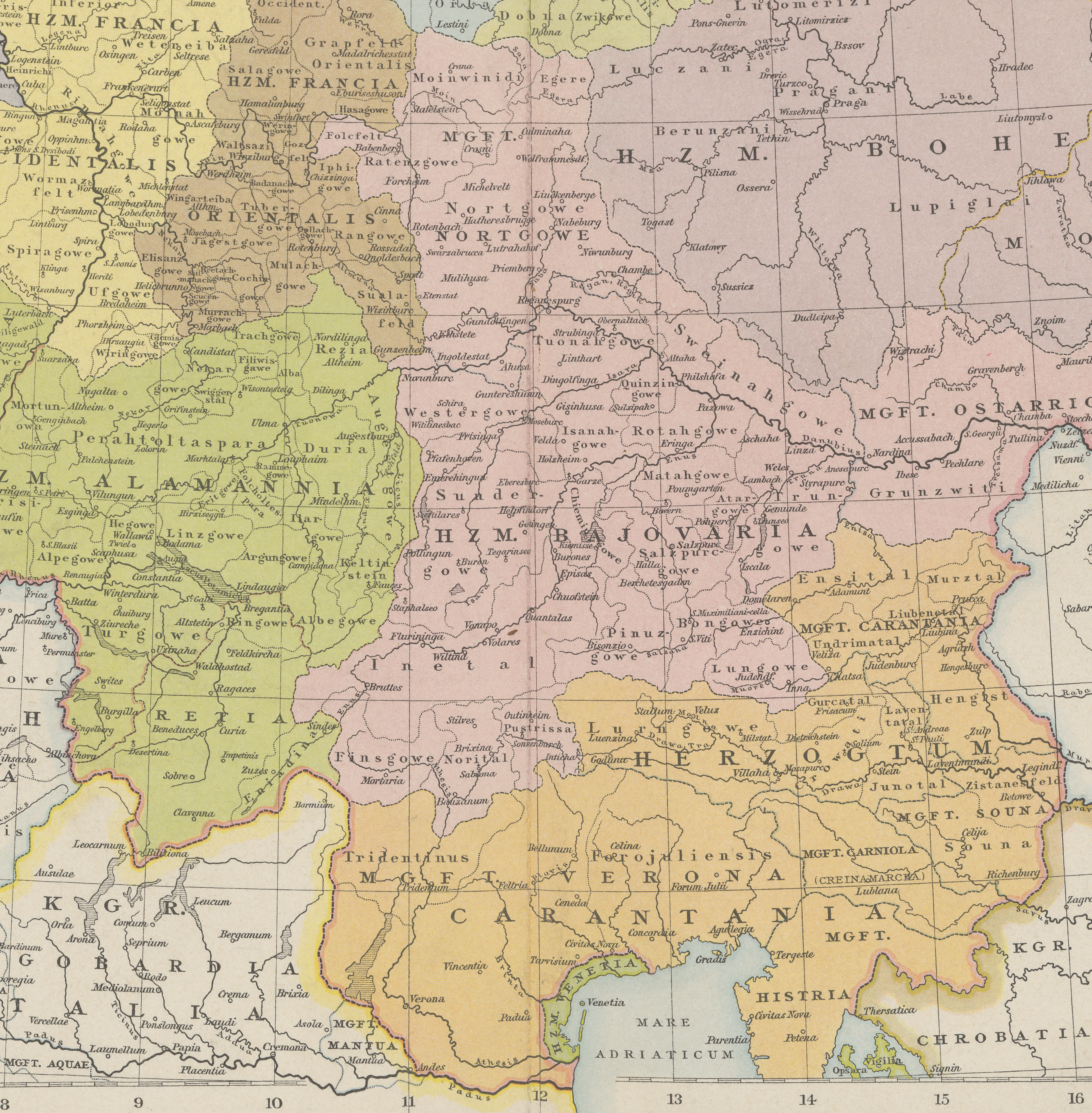
Ocker: Herzogtum Kärnten mit seinen Marken um das Jahr 1000

### Herzogtum Kärnten

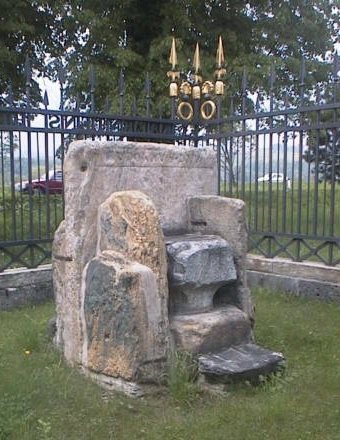
Der Herzogstuhl am Zollfeld

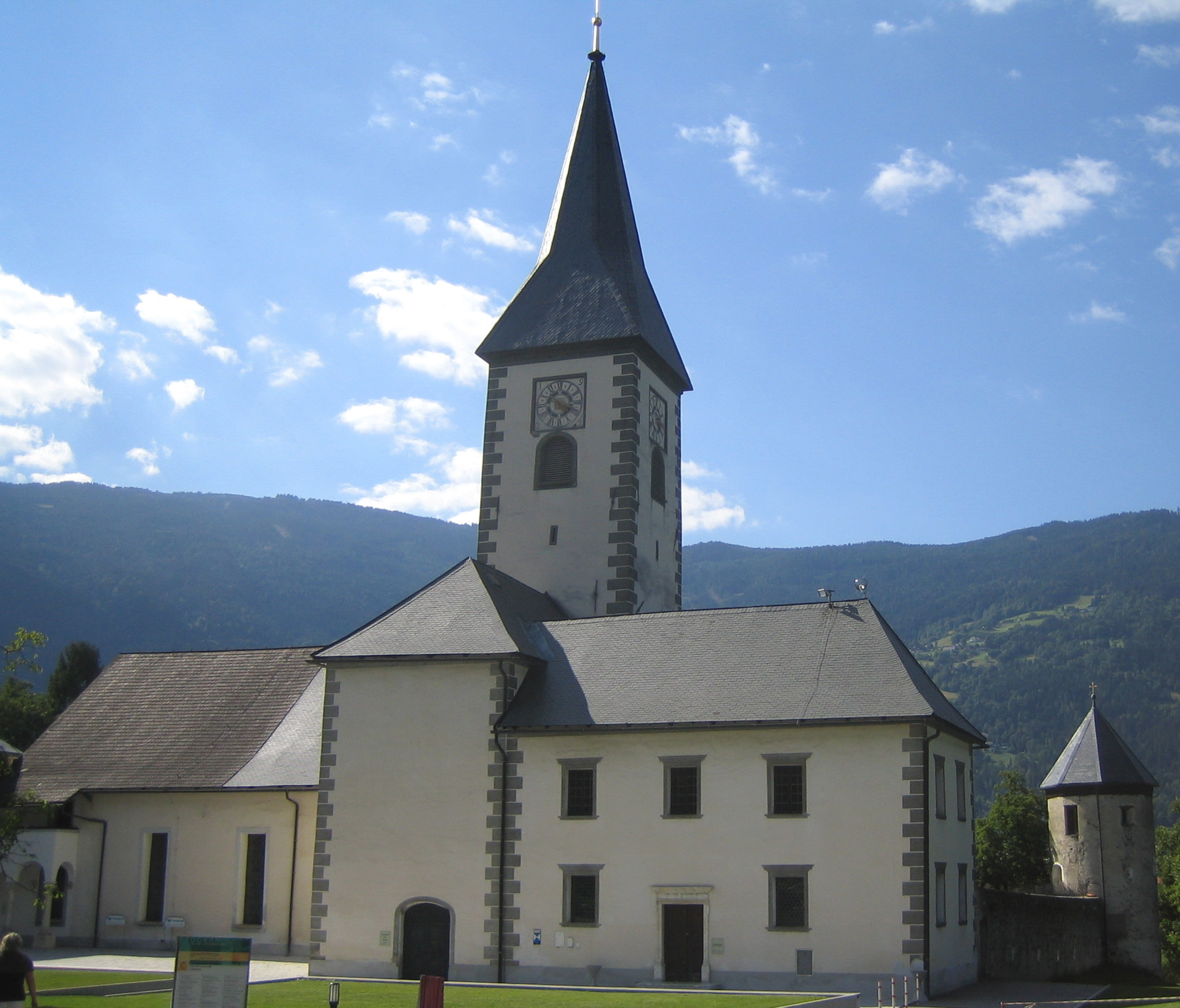
Stift Ossiach

Nachdem Heinrich II. der Zänker – Herzog des durch die Marken im Süden und Osten mächtig angewachsenen Baiern – vergeblich versucht hatte, unter den Stammesherzögen einen Aufstand gegen seinen Vetter, Kaiser Otto II., anzuzetteln, beschloss dieser, Kärnten im Jahr 976 von Baiern abzutrennen, um so die Macht des Baiernherzogs zu verringern.
Kärnten wurde damit ein eigenständiges Herzogtum neben den alten Stammesherzogtümern Baiern, Schwaben, Franken und Sachsen und somit die älteste Ländereinheit des Ostfränkischen Reiches, die damals vorwiegend auf dem Gebiet des heutigen Österreich lag. An Stelle des Namens „Karantanien“ kam im Lauf der Zeit der Namen „Kärnten“ bzw. die lateinische Form davon „Carinthia“ für das Gebiet des damaligen Herzogtums in Gebrauch.
Unter der Verwaltung des Herzogtums standen:
- nördlich und östlich des Kernlandes die Karantanische Mark (später ein Teilgebiet der Steiermark)
- Gebiete hinter dem Drauwald (mit Pettau und Marburg)
- die Grafschaft an der Sann um Cilli
- die Mark Krain

Zudem verwaltete der Herzog von Kärnten als Markgraf von Verona auch die Marken Verona, Friaul und Istrien. Die Herzöge selbst erhielten allerdings kaum Besitzungen, so dass sie auch schnell wieder abgesetzt werden konnten und auch wurden; die Kaiser legten Wert auf die Kontrolle über das Herzogtum.
Als erster Herzog wurde der Luitpoldinger Heinrich III. eingesetzt. Dieser verlor aber sein Amt bereits zwei Jahre später wieder. Die deutschen Kaiser wollten in Kärnten zunächst die Etablierung eines Adelsgeschlechts verhindern. Die erste Dynastie des Herzogtums wurde zwar schon im Jahr 1011 von den Eppensteinern begründet, aber deren erster Vertreter, Herzog Adalbero von Eppenstein, wurde bereits im Jahr 1035 nach politischen Auseinandersetzungen mit den Saliern gestürzt und verbannt. Es folgten daraufhin in einem relativ raschem Wechsel verschiedene schwäbische und fränkische Herzöge, wobei König Heinrich III. in den Jahren 1039 bis 1047 die Herzogswürde für sich behielt.
An die katholische Kirche in Kärnten wurden umfangreiche Besitztümer vergeben. Zum Beispiel das im Jahr 1007 gegründete Bistum Bamberg wurde großzügig mit Hoheitsgebieten bedacht, und zwar die heutigen Städte Villach mit dem Kanaltal, Feldkirchen und Wolfsberg mit dem oberen Lavanttal. Außerdem erhielt das Erzbistum Salzburg unter anderem das Gebiet um die Stadt Friesach, im Mittelalter eines der wirtschaftlich am florierendsten Gebiete im südöstlichen Alpenraum. Das 11. Jahrhundert wurde zu einer Epoche benediktinischer Klostergründungen in Kärnten:
- bald nach der Jahrtausendwende das Stift St. Georgen am Längsee
- vor 1028 das Stift Ossiach
- ab 1043 gab es ein von Hemma von Gurk gegründetes Nonnenstift in Gurk
- um 1070 entstand das Stift Millstatt
- vor 1076 das Stift St. Lambrecht
- 1091 das Stift St. Paul im Lavanttal
- ab 1106 gab es eine Benediktinerabtei in Arnoldstein

Im Jahr 1072 wird das Bistum Gurk als erstes der Salzburger Eigenbistümer gegründet und im Jahr 1131 folgte die Zuteilung einer kleinen Diözese (Dioecesis Gurcensis).
Mit Luitpold von Eppenstein wurde im Jahr 1077 von Heinrich IV. erstmals wieder ein Eppensteiner mit dem Herzogtum Kärnten und der Mark Verona belehnt.
Mit dem Tod seines Bruders und Nachfolgers Heinrich III. starb das Geschlecht im Jahr 1122 jedoch endgültig aus. Nachfolger der Eppensteiner war das rheinfränkische Geschlecht der Spanheimer, die als erste die Erblichkeit des Lehens durchsetzten. Sie wählten die Ortschaft St. Veit als ihre Residenzstadt. Unter ihrer Herrschaft setzte ein wirtschaftlicher und kultureller Aufschwung in Kärnten ein, insbesondere die Entwicklung des Markt- und des Städtewesens unter dem Herzog Bernhard von Spanheim. Allerdings verlor das Herzogtum Kärnten unter den Spanheimern, die bis ins Jahr 1269 regierten, an Einfluss.
Schon ab dem Jahr 1025 hatten einige Marken begonnen, sich vom Herzogtum zu lösen. Bereits in diesem Jahr wurde das Sanntal eine eigenständige Markgrafschaft. Im Jahr 1040 folgten die Krain und Istrien. Unter der Regentschaft der Spanheimer gingen im Jahr 1151 die Marken Verona und Friaul verloren. Als letzte Mark des Herzogtums spaltete sich schließlich die Karantanische Mark ab. Ottokar I., der aus der baierischen Grafenfamilie der Traungauer stammte, sowie seine Nachfolger waren ab dem Jahr 1056 Markgrafen der Karantanischen Mark. Barbarossa erhob diese im Jahr 1180 zum selbständigen Herzogtum, das nach der Stammburg zu Steyr auch schon zuvor Steiermark genannt wurde, und setzte Ottokar IV. als Herzog ein. Schließlich ging auch der Lungau – ein Gebiet in den Zentralalpen, vom Kärntner Kernland durch hohe Berge getrennt – dem Herzogtum im Jahr 1246 verloren und in den Besitz der Salzburger Bischöfe über. Im Jahr 1252 wurden mit dem Frieden von Lieserhofen zwischen Philipp, Erwähltem von Salzburg, Albert III., Grafen von Tirol, und Meinhard III., Grafen von Görz, die Einflusssphären in diesem Raum geregelt.
Die spätere Hauptstadt des Landes Klagenfurt wurde in den Jahren 1193/99 erstmals urkundlich als forum Chlagenuurt erwähnt. Aufgrund seiner verkehrsgünstigen Lage zwischen den Städten Wien und Venedig und nicht zuletzt wegen seiner reichen Silbervorkommen im nahen Zeltschach wurde jedoch Friesach ab dem Jahr 1215 die erste und für lange Zeit auch wichtigste Stadt Kärntens. Am 4. Mai 1201 erschütterte ein starkes Erdbeben Oberkärnten und zerstörte die Burgen Rauchenkatsch und Weißenstein. Das Epizentrum lag im Liesertal.
Das mittelalterliche Kärnten erreichte mit Bernhard von Spanheim, der von den Jahren 1202 bis 1256 regierte, aufgrund der kräftigen Förderung des dortigen Städtewesens seine Blütezeit. Der silberne Friesacher Pfennig war in dieser Zeit auch über die Grenzen Kärntens hinaus das wichtigste Zahlungsmittel im Ostalpenraum. Mit dem Tod seines Nachfolgers Herzog Ulrich III. von Kärnten erlosch im Jahr 1269 die letzte einheimische Herzogsdynastie. Im Jahr 1279 starb mit seinem Bruder Philipp von Spanheim der letzte seines Geschlechts.
Neben dem Herzogsgeschlecht waren zur damaligen Zeit auch mehrere andere Adelsfamilien (z. B. die Görzer, die Ortenburger, die Heunburger), vor allem aber der Erzbischof von Salzburg, der Bischof von Freising und der Bischof von Bamberg Besitzer bedeutender Ländereien in Kärnten. Dies verhinderte die Ausbildung einer geschlossenen Landesherrschaft.

### Kärnten wird habsburgisch
1269/1270 fiel Kärnten durch den von Ulrich III. unterzeichneten Erbvertrag von Podiebrad an den böhmischen König Přemysl Ottokar II. Dieser wurde 1276 vom römisch-deutschen König Rudolf von Habsburg gezwungen, auf alle Erwerbungen außerhalb Böhmens und Mährens zu verzichten. Rudolf belehnte 1282 seine Söhne mit Kärnten, Krain und der Windischen Mark ebenso wie mit den von Ottokar übernommenen Herzogtümern Österreich und Steiermark. Die Reichsfürsten jedoch befürchteten einen machthungrigen König, was die künftigen Chancen der Habsburger-Söhne auf die Königskrone verringerte. Daher verzichteten sie 1286 auf das Herzogtum Kärnten. König Rudolf belehnte seinen Freund und Unterstützer Meinhard II. von Tirol, er war in den Jahren 1286 bis 1295 der erste Herzog von Kärnten aus diesem Geschlecht. Das Land blieb noch bis ins Jahr 1335 im Besitz der Grafen von Görz-Tirol, allerdings residierten sie nicht ständig in Kärnten.
Mit Graf Ulrich von Heunburg wurde im Jahr 1270 zum ersten Mal ein Kärntner Landeshauptmann berufen. Im Jahr 1292 war Ulrich der Anführer eines gegen Albrecht I. von Habsburg gerichteten Aufstands, in dessen Verlauf er die Burg Griffen besetzte und zum Zentrum seiner Aktivitäten machte. Die Aufständischen wurden jedoch im Jahr 1293 durch Herzog Meinhard II. am Wallersberg bei Griffen endgültig geschlagen.
Meinhards Söhne, Heinrich, Otto und Ludwig, beerbten ihn nach seinem Tod im Jahr 1295 als gleichberechtigte Erben, im Jahr 1305 war jedoch nur noch Heinrich am Leben, der selbst ohne männliche Nachkommen blieb, sodass mit ihm das Geschlecht der Meinhardiner im Jahr 1335 ausstarb.
Im Jahr 1335 wurde Kärnten von Kaiser Ludwig dem Bayern den Habsburgern übertragen und mit Österreich, der Steiermark und der Krain vereinigt. Allerdings wurden die Landesfreiheiten, die „Kärntner Landshandveste“, von Herzog Albrecht II. bestätigt, ebenso die Stadtrechte von St. Veit und Klagenfurt. Als im Jahr 1363 auch Tirol an den Habsburger Herzog Rudolf IV. fiel, entstand in den Ostalpen ein Länderkomplex, der Herrschaft zu Österreich genannt wurde.
Dieser wurde allerdings im ausgehenden 14. sowie fast im gesamten 15. Jahrhundert durch Erbteilungen mehrfach geteilt sowie teilweise von Truppen des Ungarnkönigs Matthias Corvinus besetzt. So wurde Kärnten in den Jahren 1379 und 1411 bis ins Jahr 1457 (und später nochmals von 1564 bis 1619) gemeinsam mit der Steiermark, der Krain und dem Küstenland zu Innerösterreich vereint. Erst Friedrich V. gelang Ende des 15. Jahrhunderts eine Vereinigung der habsburgischen Länder, als er alle seine Gegner überlebte und beerbte.

### Jahrzehnte der Naturkatastrophen
Im Verlauf des 14. Jahrhunderts waren die Bewohner Kärntens mit einer Reihe von Naturkatastrophen konfrontiert. In den Jahren 1338 und 1339 wurden ganze Landstriche von aus dem Osten kommenden Heuschreckenschwärmen heimgesucht. Außerdem brachte der Winter des Jahres 1339/40 eine ungewöhnlich lange Kälteperiode mit sich. Ein Erdbeben am 25. Jänner 1348 mit seinem Epizentrum in Friaul verursachte auch in Südkärnten schwere Schäden und zog einen Bergsturz des Dobratsch nach sich, was wiederum zu einer Aufstauung der Gail und großflächigen Überschwemmungen führte. Zahlreiche Gebäude, darunter auch Kirchen und Burgen, wurden zerstört. Wenige Wochen später erreichte eine von Italien ausgehende Pestepidemie, die sich in der Folge über ganz Mitteleuropa ausbreitete, auch Kärnten und forderte in den Jahren 1348 und 1349 zahlreiche Todesopfer.
Die nach den Ursachen für diese Folge von Unglücken betroffenen Kärntner vermuteten teilweise ein Strafgericht Gottes, was zu Bußfertigkeit bis hin zur Selbstkasteiung wie unter anderem öffentlichen Prozessionen von Flagellanten führte. Andere wiederum verdächtigten die Juden als Auslöser der Seuche, da ihnen Quellen- und Brunnenvergiftung angelastet wurden. Dies hatte an manchen Orten des Landes die Verfolgung von Juden zur Folge. Es sind zum Beispiel schwere Ausschreitungen gegen Juden aus dem Jahr 1349 in Wolfsberg überliefert.

## Frühe Neuzeit

### Türkenkriege und Bauernaufstände
Im Zeitraum von 1473 und 1483 fielen türkische Heerscharen fünfmal in Kärnten ein. Nach der Erstürmung Konstantinopels im Jahr 1453 drangen die Türken über den Balkan weiter nach Westen vor und bedrohten im Jahr 1469 zum ersten Mal die Grenzen Krains. Als die Region von der neuen Gefahr erfuhr, wurden die Kirchen und Herrschaftssitze fieberhaft ausgebaut und die Pässe an der Südseite des Landes abgesichert. Um die Kosten dafür aufzubringen, beschloss der Ständetag in Völkermarkt, eine Leibsteuer einzuführen, die jede Person, unabhängig von Alter und Stand, zu entrichten hatte. Ende September 1473 fielen die Türken über den Seebergsattel kommend in das Jaunfeld ein und zogen fünf Tage lang plündernd und brandschatzend bis nach Mittelkärnten und das Glantal. Militärisch konnte das Land den Invasoren nichts entgegensetzen, sodass sich die Ritter, Adligen und Geistlichen in ihren Burgen verschanzten, während der größte Teil des Volks dem Überfall schutzlos ausgeliefert war. Drei Jahre später brachen die Türken erneut nach Kärnten ein, dieses Mal vom Savetal her, brannten Arnoldstein nieder und verwüsteten das Gailtal und das Gebiet um Villach. Sie ließen sich in der Drauschlinge bei Wernberg (die Gegend heißt heute noch „Türkei“) nieder, von wo aus sie ihre Raubzüge fortsetzten.
Weil die Bauern angesichts der Untätigkeit ihrer Herren sich nicht weiteren Angriffen wehrlos ausgesetzt sehen wollten, organisierten sie sich in einem Kärntner Bauernbund unter der Führung von Peter Wunderlich. Zu der Gründung dieses Bundes im Jahr 1478 bei Spittal schrieb der Chronist Jakob Unrest: Do man zahlt nach Christi gepurt 1478 umb Lichtmeß machten die Pawren pey der Traa unter Spital einen Pundt. Sie machten iren punt in kurzen Tagen grosz und ye langer, je grozer und weyter. Der Bauernbund konnte, als die Türken am 25. Juni des Jahres über den Predil zum dritten Mal eindrangen, auf der „Goggauer Wiese“ bei Arnoldstein 3000 Bewaffnete mobilisieren. Angesichts der anstürmenden Reiter ergriff ein großer Teil jedoch die Flucht, sodass die verbliebenen etwa 600 Mann in kurzer Zeit überwältigt wurden. Auch dieser Überfall war nicht der letzte, es sollten noch zwei weitere Einfälle in den Jahren 1480 und 1483 folgen. Ein erneuter Türkeneinfall und eine Schlacht bei Villach sind jedoch historisch zweifelhaft.
Da zudem zwischen den Jahren 1480 und 1490 der Ungarnkönig Matthias Corvinus im Bund mit Salzburg Friedrich III. bekriegte und Teile Kärntens besetzte, kam es zu einer der schlimmsten Notzeiten des Landes. Daran schloss sich im Jahr 1490 eine Heuschreckenplage an. Die Unzufriedenheit der Bevölkerung, insbesondere der Bauern, entlud sich ab der zweiten Hälfte des 15. Jahrhunderts in mehreren Aufständen. Einerseits erhoben die Grundherren und der Adel immer höhere „Türkensteuern“, waren aber andererseits nicht in der Lage, für einen ausreichenden Schutz zu sorgen. Der „Kärntner Bauernaufstand 1478“ unter der Führung von Peter Wunderlich war sowohl gegen die Grundherren als auch gegen die Türken gerichtet. Im Jahr 1515 lehnte sich die im „Windischen Bundschuh“ organisierte Bauernschaft unter dem Motto „za staro pravdo“ (für das alte Recht) gegen neu gefasste Rechtsgrundsätze in der slowenischen Untersteiermark auf. Die Ausläufer des Deutschen Bauernkriegs erreichten im Jahr 1525 auch Oberkärnten und die Krain (Schlacht bei Schladming). Die Aufstände wurden schließlich im Jahr 1526 durch vom Schwäbischen Bund unterstützte österreichische Truppen niedergeschlagen.

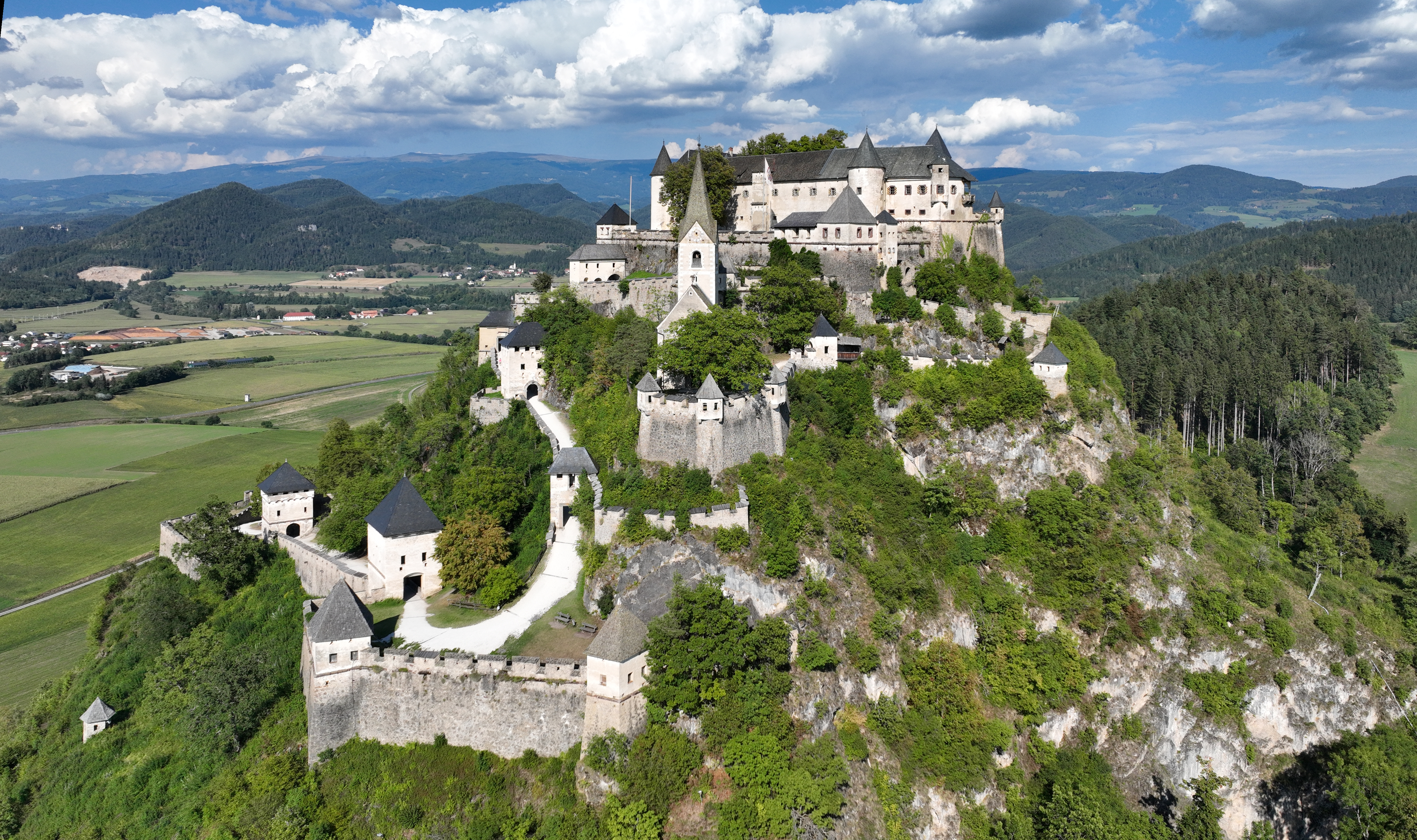
Burg Hochosterwitz

Im Jahr 1500 erlosch das Geschlecht der Grafen von Görz aus dem Haus der Albertiner mit Leonhard von Görz, der Besitz wurde zwischen Kärnten und Tirol, das den heutigen Bezirk Lienz erhielt, aufgeteilt. Die Besitzungen des salzburgischen Bistums wurden größtenteils der landesfürstlichen Hoheit unterworfen. Im Jahr 1518 schenkte Kaiser Maximilian I. den Kärntner Ständen die im Jahr 1514 abgebrannte Stadt Klagenfurt. Sie wurde im 16. Jahrhundert als landständische Residenz neu auf- und ausgebaut und folgte Sankt Veit an der Glan, das bisher Sitz der Stände gewesen war, als politischer Mittelpunkt und Landeshauptstadt.
Nach der Schlacht bei Mohács im Jahr 1526 lag Kärnten nicht mehr weit von der damaligen Grenze zum Osmanischen Reich, die Türkenkriege nahmen einen guten Teil der Kräfte im Land in Anspruch. Zahlreiche Wehrkirchen und vor allem die damals massiv ausgebaute Burg Hochosterwitz zeugen noch heute von der latenten Gefahr von Plünderungen, Brandschatzungen und Massakern an der Bevölkerung.

### Reformation und Gegenreformation
Im Lauf des 16. Jahrhunderts kam es zu einem starken Anstieg des Protestantismus in Kärnten. Das Zentrum der Bewegung in Kärnten war zuerst ab Mitte der 1520er-Jahre Villach, später dann Klagenfurt mit dem Dom St. Peter und Paul und der höheren Schule Collegium sapientiae et pietatis. Mit dem Augsburger Religionsfrieden im Jahr 1555 wurden die Protestanten zwar anerkannt, im Jahr 1572 wurde dem Adel mit der sogenannten Religionspazifikation religiöse Freiheit gewährt. Erst der „Brucker Libell“ von 1578, in dem der dem Augsburger Bekenntnis zugetane Adelsstand dem Calvinismus eine Absage erteilte, wurde durch Erzherzog Karl II. in Innerösterreich (Steiermark, Kärnten, Krain) allen Bewohnern Religionsfreiheit gewährt. Dies hatte nicht nur die Duldung des Protestantismus zur Folge, sondern auch, dass fast ganz Kärnten im ausgehenden 16. Jahrhundert protestantisch geworden war. Das Land ist bis heute neben dem Burgenland eine Hochburg des Protestantismus in Österreich, der sich vor allem in entlegenen Tälern halten konnte.

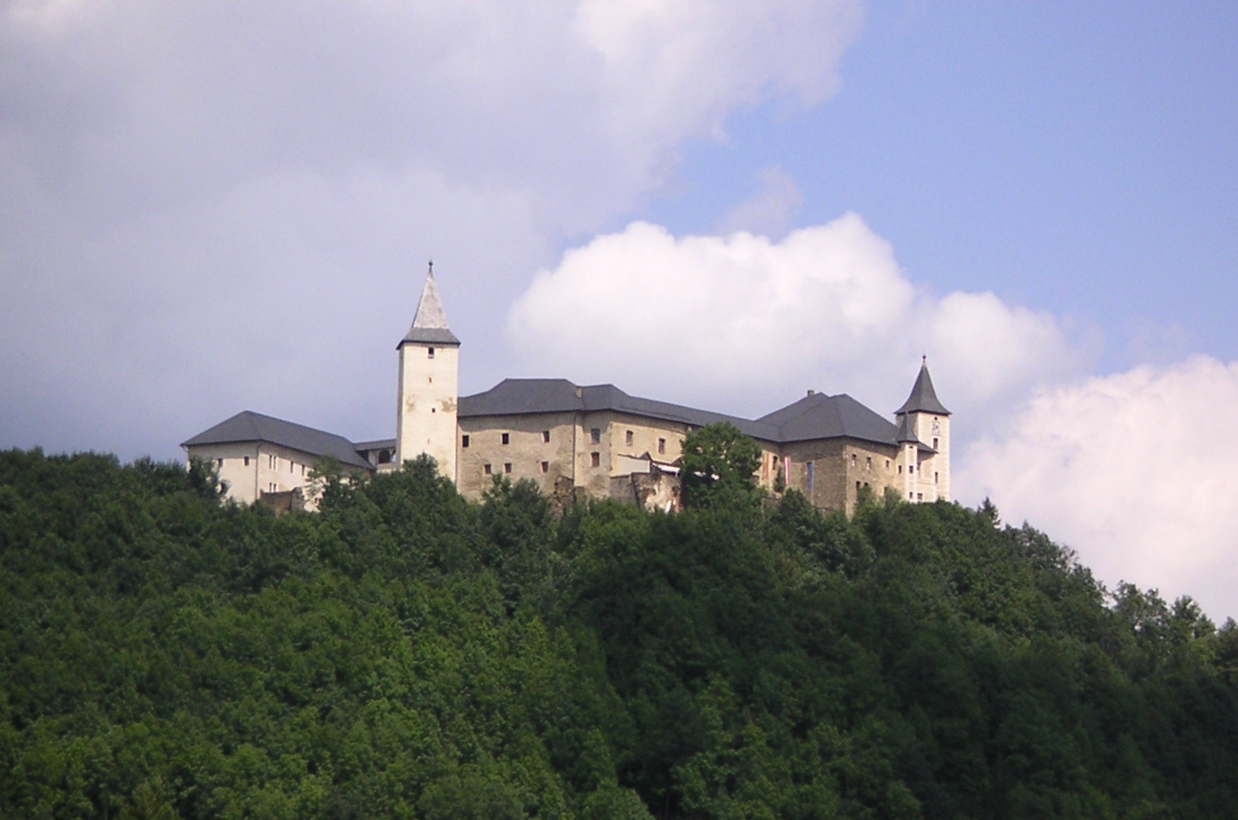
Die Straßburg, Sitz der Gurker Fürstbischöfe

Erzherzog Ferdinand III., der spätere Kaiser Ferdinand II., begann um das Jahr 1600 mit der landesfürstlichen Gegenreformation im Bürgertum und Bauernstand. Die Reformationskommission unter der Führung von Bischof Martin Brenner von Seckau zog durch das ganze Land und erzwang Bekehrungen oder die Auswanderung der Unbotmäßigen. Im Jahr 1628 wurde auch die Religionsfreiheit des Adels aufgehoben. Die Auswirkungen der Gegenreformation, die Tausende protestantischer Kärntner ins süddeutsche oder ungarische Exil drängte, waren wirtschaftlicher Niedergang, Erliegen des Edelmetallbergbaues, Abstieg der Ständemacht und massive Auswanderung vor allem nach Süddeutschland.
Der Kärntner Besitz des Bistums Bamberg wurde im Jahr 1649 voll der landesfürstlichen Hoheit unterworfen.
Im 18. Jahrhundert verloren die Konfessionskämpfe an Schärfe, allerdings kam es noch im Jahr 1732 zu einer neuen Protestantenverfolgung. Über 800 Protestanten wurden von 1734 bis 1755 in fünf Deportationszügen in die von den Türkenkriegen verwüsteten Gebiete Siebenbürgens und des Banats ausgesiedelt und erhielten dort den Namen Landler. Die minderjährigen Kinder mussten sie in Kärnten zurücklassen.

### Kärnten im 18. Jahrhundert
Unter Maria Theresia kam es zu verschiedenen Reformen in der Verwaltung (Kreiseinteilung, Villacher Kreis oder auch Oberkärnten, Klagenfurter Kreis auch Unterkärnten genannt) und Steuererhebung (Steuerrektifikation), die das Ziel hatten, die Verwaltung der Monarchie zu vereinheitlichen und die Macht der Stände zu beschneiden. Im Jahr 1772 wurde auch das gesetzliche Erbrecht der Bauern an ihrem Besitz verfügt.
Im Jahr 1759 wurden durch Kauf die in Kärnten gelegenen Besitzungen des Bistums Bamberg erworben, dadurch kamen unter anderem Villach und das Kanaltal, Feldkirchen, Griffen, Wolfsberg, Bad St. Leonhard und das obere Lavanttal in den Herrschaftsbereich der Habsburger.
Nach dem Toleranzpatent Kaiser Josephs II. im Oktober 1781 bekannten sich über 14.000 Geheimprotestanten zum evangelischen Glauben und bildeten an 13 Orten evangelische Pfarren. Die neuerrichteten Bethäuser sahen fast wie Wohnhäuser aus, weil Kirchen mit Glocken, Türmen und Portalen noch nicht erlaubt waren.
Im Jahr 1782 verlor Kärnten durch die Unterstellung unter die Regierung in Graz seine administrative Selbständigkeit (mit Unterbrechungen von 1790 bis 1804). Das innerösterreichische Appellationsgericht kam nach Klagenfurt.
Der Gurker Fürstbischof übersiedelte im Jahr 1787 nach Klagenfurt. Die Diözese Gurk umfasste nun den größten Teil Kärntens.

## Moderne

### Die Koalitionskriege und die Folgen
Auf die Französische Revolution folgten ab dem Jahr 1792 die Koalitionskriege zwischen Frankreich und seinen europäischen Gegnern. Zunächst nicht von Kampfhandlungen betroffen, wurde Kärnten im Zuge des oberitalienischen Feldzugs im Jahr 1797 Angriffsziel Napoléon Bonapartes. Am 27. März marschierten französische Truppen unter Führung von General André Masséna vor Klagenfurt auf. Die Stadt wurde den Angreifern kampflos überlassen, zwei Tage später kam Napoléon selbst in die Stadt und bestätigte hier eine provisorische Stadtverwaltung („Centralcommision“) Klagenfurter Bürger. Kurz darauf, am 18. April 1797, wurde der Vorfrieden von Leoben zwischen Frankreich und Österreich beschlossen und bereits am 24. Mai, nach dem Frieden von Campo Formio, verließen die Franzosen Klagenfurt wieder.
Der Frieden hielt allerdings nicht lange. Im Zweiten Koalitionskrieg in den Jahren von 1799 bis 1802 organisierte sich in Kärnten eine Landesverteidigung, da man sich angesichts der Erfolge Napoléons in Italien auch weiterhin bedroht sah, obwohl es auch damals nicht zu militärischen Auseinandersetzungen auf Kärntner Boden kam. Im selben Jahr zog Napoléon siegreich in Wien ein, Klagenfurt wurde im November 1805 zum zweiten Mal von französischen Soldaten besetzt.
Nach dem Pressburger Frieden wurde Kärnten ein Grenzland, da Österreich Venedig und Dalmatien an die Republik Italien abtreten musste. Die schweren Kriegskontributionen sowie die Missernten der Jahre 1804 und 1805 brachten Kärnten an den Rand des Ruins.

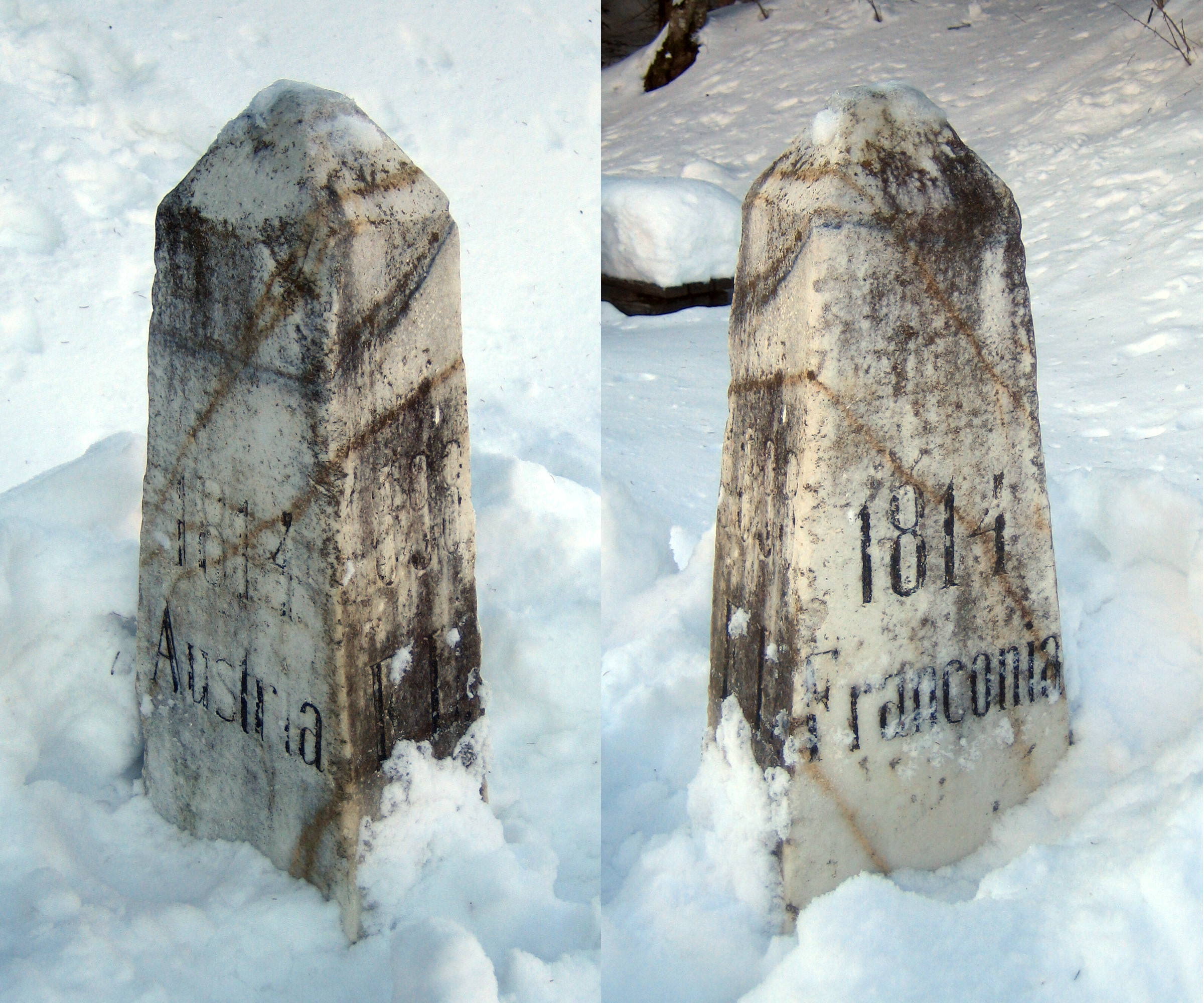
Grenzstein Österreich – Frankreich im Norden Kärntens (1814)

In den Folgejahren begann sich Widerstand gegen die aus den Koalitionskriegen resultierende Fremdherrschaft zu formieren. Von Tirol aus, das seit dem Pressburger Frieden unter bayerischer Herrschaft stand, führte Andreas Hofer die Aufständischen an, in Kärnten hatte Johann Baptist Türk den Oberbefehl über den „Kärntner Landsturm“. Am 9. April 1809 kam es erneut zum Krieg zwischen Frankreich und Österreich, in Kärnten wurden die Stellungen Malborghet im Kanaltal und auf dem Predilpass durch die Hauptleute Johann Hermann von Hermannsdorf und Friedrich Hensel verteidigt, die allerdings beide in den Schlachten den Tod fanden.
Bis zum Frieden von Schönbrunn besetzten die Franzosen Kärnten erneut und sprengten hierbei mehrere Befestigungsanlagen, wovon vor allem Klagenfurt betroffen war. Als weitere Folge des Kriegs wurde Oberkärnten mit der Stadt Villach vom Land abgetrennt und bildete als Teil von Napoléons „Illyrischen Provinzen“ das Département „Carinthie“.
Nach Napoléons Niederlage im Russlandfeldzug im Jahr 1812 konnte Villach zwar im Jahr 1813 zurückerobert werden, das Gebiet wurde aber in den Jahren 1813 und 1814 dem habsburgischen Königreich Illyrien mit der Hauptstadt Laibach zugeschlagen. Erst im Jahr 1849 sollte Kärnten wieder eine selbständige Verwaltungseinheit werden.

### Nach der Revolution von 1848

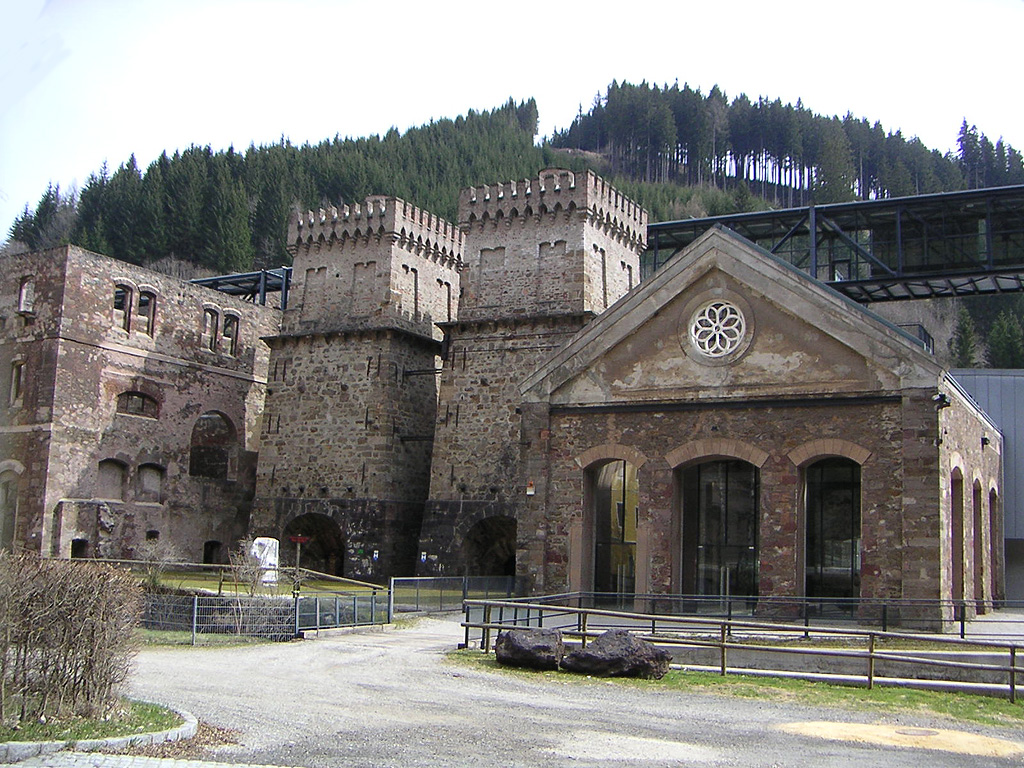
Hochofen in der Heft bei Hüttenberg

Die Revolution von 1848/49, die in Österreich am 13. März 1848 mit blutigen Ausschreitungen in Wien begann, verlief für Kärnten relativ friedlich. Die errungenen Freiheiten äußerten sich – nach Wiener Vorbild – in der Aufstellung einer Nationalgarde sowie der Gründung des demokratischen „Kärntner Volksvereins“. Die neue politische Ordnung brachte den Bauern eine Grundentlastung von allen Abgaben an die Grundherrschaft und weitgehend gleichberechtigte Bürgerrechte.
Ein erster frei gewählter Kärntner Landtag trat zusammen und forderte die Wiederherstellung der Eigenständigkeit sowie die Einheitlichkeit der Verwaltung des Landes. Diese Forderung wurde schließlich auch durchgesetzt und im Jahr 1849 wurde das alte Kronland Kärnten der Habsburgermonarchie wiederhergestellt. Klagenfurt wurde wieder zur Landeshauptstadt Kärntens. Um den nationalstaatlichen Bestrebungen in Österreich entgegenzuwirken, wurden den Kärntner Slowenen Autonomierechte zugestanden.
Mit dem provisorischen Gemeindegesetz vom 17. März 1849 wurden im Lauf der Jahre 1849 und 1850 in Kärnten die im Jahr 1785 713 geschaffenen Steuer- und Katastralgemeinden zu 181 Ortsgemeinden zusammengefasst. Seither gab es zwar einige Korrekturen, wie zum Beispiel die Gemeindereform aus dem Jahr 1973; ein großer Teil der heute 132 Gemeinden hat ihre im Jahr 1850 festgelegten Gebiete bis heute beibehalten. Nach der Organisation der Gemeinden wurden diese im Jahr 1849 einem der 28 neu gegründeten Bezirksgerichte zugewiesen. Aus mehreren Bezirksgerichtssprengeln wiederum wurde jeweils eine Bezirkshauptmannschaft gebildet. Die somit bereits im Jahr 1850 geschaffene Bezirkseinteilung hat bis heute nur zwei Änderungen erfahren (im Jahr 1932 wurde Villach Statutarstadt und im Jahr 1982 wurde der politische Bezirk Feldkirchen gebildet).

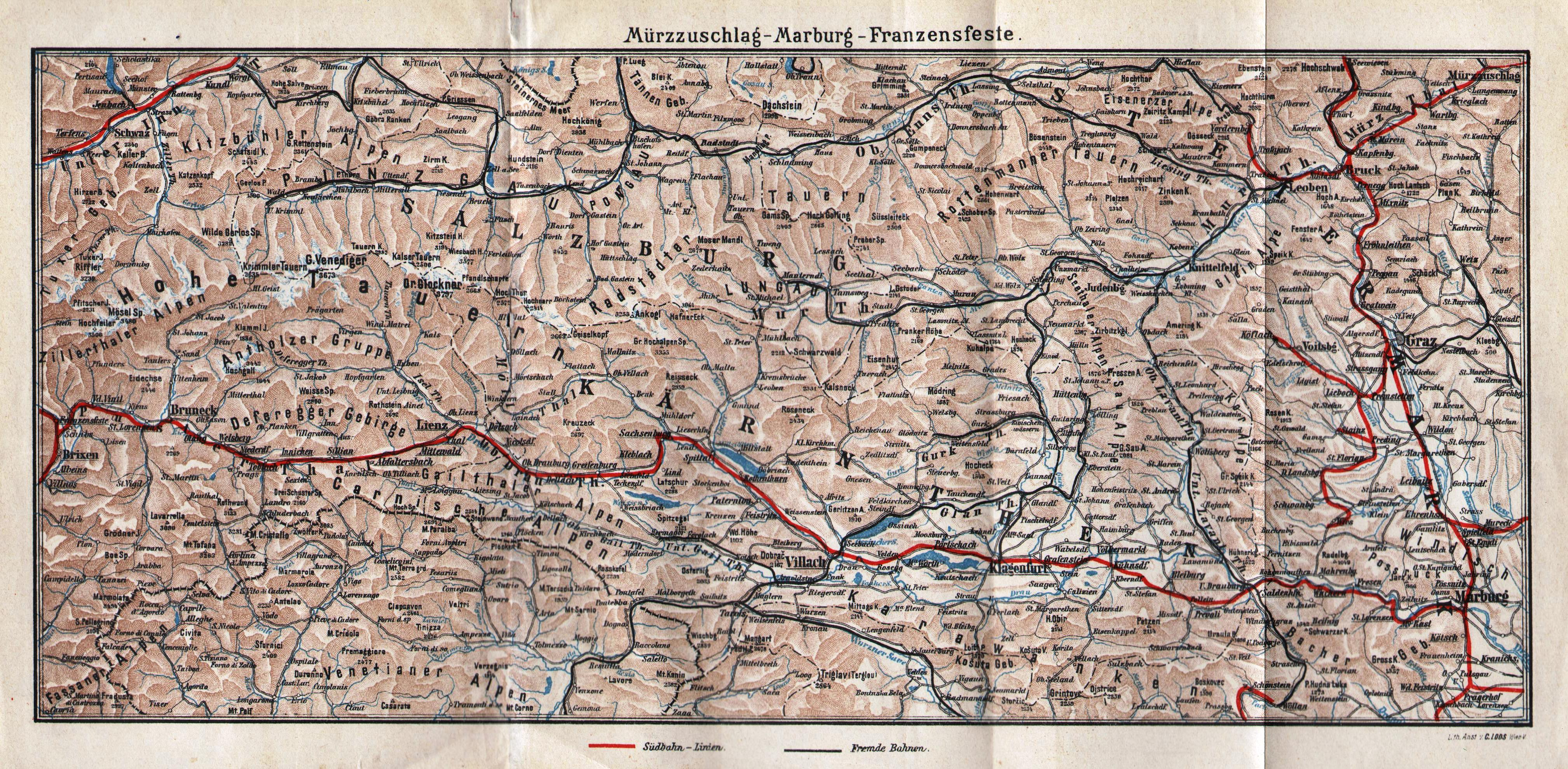
Kärnten auf einer Landkarte von 1899

Der Kirche, in deren Tätigkeit durch den Josephinistische Staat weit eingegriffen wurde, wurden weitreichende Rechte im Bereich des Klerus, dem Eherecht und im Bereich des Schulwesens zugestanden. Das Bistum Lavant erhielt im Jahr 1859 in Marburg einen neuen Sitz und seine Gebiete in Kärnten kamen an das Bistum Gurk, dessen Wirkungsbereich auf diese Weise mit dem geografischen Gebiet des Landes Kärnten deckungsgleich wurde.
Mit der Reichsverfassung aus dem Jahr 1861 erhielt Kärnten wie die anderen Kronländer Österreichs eine eigene Landesordnung, nach der ein Landtag und ein Landesausschuss zu bilden waren. Der vom Kaiser aus der Mitte der Mitglieder ernannte Vorsitzende des Landtages und des Landesausschusses wurde als Landeshauptmann bezeichnet. Diesen autonomen Landesorganen stand der Statthalter als Vertreter von Kaiser und Zentralregierung gegenüber. In Kärnten trug der Statthalter (wie in nur vier anderen Kronländern) den Titel Landespräsident, sein Amt wurde als Landesregierung bezeichnet. In der im Jahr 1867 gebildeten Doppelmonarchie Österreich-Ungarn war Kärnten Teil Cisleithaniens, also Bestandteil der österreichischen Reichshälfte. Es entsandte später gewählte Abgeordnete in den Reichsrat in Wien.
Für die regionale Wirtschaft des Landes erwies es sich als Vorteil, dass in Kärnten schon seit Jahrhunderten Bergbau betrieben wurde. Etwa ein Viertel der Bevölkerung lebte von der Eisenverarbeitung, dem Bergbau und der Holzkohleherstellung. Diese Erzeugnisse wurden auch durch den Siegeszug der Eisenbahn in Europa in der zweiten Hälfte des 19. Jahrhunderts wesentlich stärker am Markt nachgefragt.
Durch den Anschluss an das nationale Eisenbahnnetz gewannen zwar die einheimische Industrie und der Handel zunächst an wirtschaftlicher Stärke, allerdings konnten die meisten Kärntner Betriebe langfristig mit der rasanten industriellen Entwicklung nicht Schritt halten. Viele Gruben und Werke mussten Ende des 19. und zu Beginn des 20. Jahrhunderts geschlossen werden, darunter in den Jahren zwischen 1901 und 1908 auch die Hochöfen in der Heft bei Hüttenberg.
Ein Nebeneffekt des Anschlusses an das Schienennetz der Bahn war, dass in Kärnten nach und nach die Bedeutung des Fremdenverkehrs als Wirtschaftszweig zunahm. Diese Entwicklung führte zum sukzessiven Aufbau eines eigenen, bis heute für das Land sehr wichtigen Wirtschaftszweigs ab den 1930er-Jahren des 20. Jahrhunderts.

### Der Gebirgskrieg in den Jahren 1915 bis 1918
Knapp ein Jahr nach dem Ausbruch des Ersten Weltkriegs erklärte das zuvor neutrale Italien Österreich am 23. Mai 1915 den Krieg. Da Kärntens Außengrenzen bis zu diesem Zeitpunkt nicht bedroht waren, kämpften die Truppenverbände des Landes an der Ostfront. Man sah sich daher gezwungen, zunächst Freiwilligenverbände aufzustellen, die an der 100 km langen Grenze zu Italien den Feind aufzuhalten versuchten, bis reguläre Truppen eintrafen. In dem erbitterten Stellungskrieg in den Julischen und Karnischen Alpen verloren in den Wintermonaten auf beiden Seiten zahlreiche Soldaten ihr Leben. Die zwölf Isonzoschlachten zwischen den Jahren 1915 und 1917 forderten Hunderttausende von Opfern.

### Abwehrkampf und Volksabstimmung

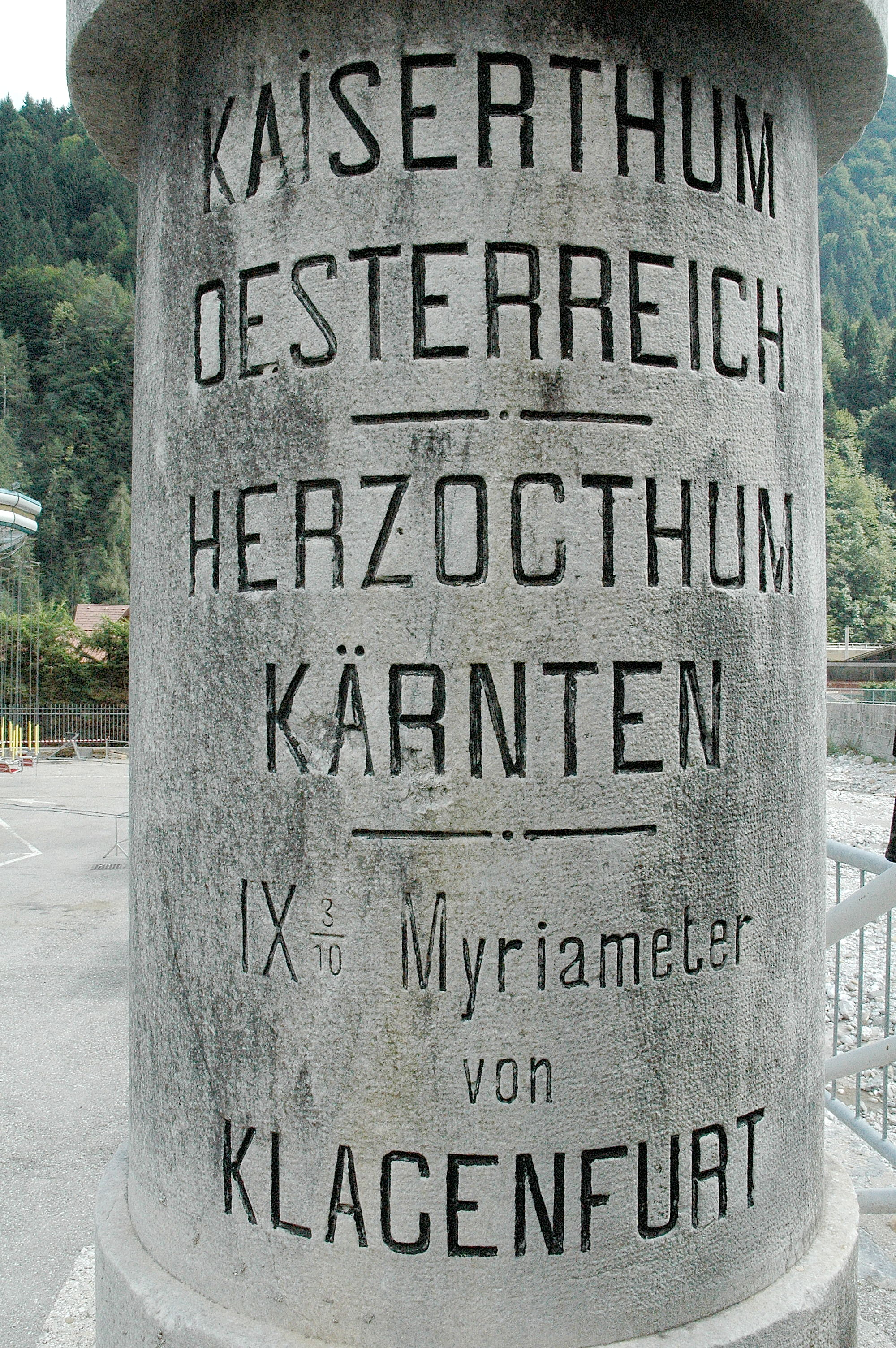
Alte Grenze Österreich – Italien in Pontebba

Das Ende des Ersten Weltkrieges bedeutete zugleich das Ende für das Herzogtum Kärnten. Die provisorische Kärntner Landesversammlung unter der Führung von Arthur Lemisch erklärte am 11. November 1918 den Beitritt zur Republik Deutschösterreich. Am 1. Dezember 1918 wurde das SHS-Königreich (Königreich der Serben, Kroaten und Slowenen) gegründet. Dieses beanspruchte im Zuge der Ablösung Sloweniens vom österreichischen Staatenverbund das gesamte Gebiet Südkärntens. Anfang Dezember 1918 hatten Truppen unter General Rudolf Maister bereits Ferlach, Völkermarkt und Bleiburg besetzt. Am 5. Dezember beschloss die Kärntner Landesversammlung, die ihrerseits die Südgrenze Kärntens entlang des Gebirgszug der Karawanken festgelegt haben wollte, den bewaffneten Widerstand. Bis zum 7. Mai 1919 wurden alle bis auf die laut Waffenstillstandsvertrag geräumten Gebiete entsetzt.
Aufgrund der Abkommen im Friedensvertrags von St. Germain aus dem Jahr 1919 kam das Kanaltal an Italien, das Mießtal, Unterdrauburg und die Gemeinde Seeland (Kankertal) an das SHS-Königreich. Dies bedeutete für Kärnten den Verlust von 8 % seines Territoriums und von 6 % seiner Bevölkerung. Die Volksabstimmung vom 10. Oktober 1920 ergab bei einer Wahlbeteiligung von fast 100 %, dass die Mehrheit der Bevölkerung (59,04 %) für einen Verbleib Kärntens bei Österreich stimmte. Das Ergebnis der Abstimmung implizierte, dass fast die Hälfte der Slowenen, die im Abstimmungsgebiet rund 70 % der Wähler stellten, für den Verbleib bei Österreich gestimmt hatten, nachdem ihnen seitens der Landesregierung kurz vor der Wahl weitgehende Minderheitsrechte zugesagt wurden.
Zwar versuchte der SHS-Staat nach der Volksabstimmung neuerlich, Kärnten zu besetzen, musste aber seine Truppen aufgrund internationaler diplomatischer Proteste bis zum 22. November 1920 aus dem Abstimmungsgebiet abziehen. Die im Jahr 1920 festgelegten Grenzen Kärntens sind bis heute unverändert und das Bundesland damit Teil der föderalen Strukturen des Bundesstaates.

### Zwischen den Jahren 1920 und 1934
Das Ergebnis der Volksabstimmung wurde in Kärnten als großer Erfolg gefeiert. Das Land litt jedoch an den Folgen der Kriegswirtschaft. Die Versorgung mit Lebensmitteln und Kohle, an denen vor allem akuter Mangel herrschte, war aufgrund der abgeschnittenen Handelsverbindungen in die ehemaligen Gebiete der Donaumonarchie problematisch. Die Folge davon war der Anstieg der Inflation und der Arbeitslosigkeit, die zu einer wirtschaftlichen Krise in Kärnten führte.
Zudem polarisierte sich das politische Leben im Land seit den frühen 1920er-Jahren zusehends. Mit den konservativen „Heimatschützern“ und dem sozialdemokratischen „Republikanischen Schutzbund“ standen sich sogar zwei paramilitärische Verbände mit gegensätzlicher Weltanschauung gegenüber. Allerdings kam es zunächst nicht zu ernsthaften Auseinandersetzungen in Kärnten.
| Jahr                                    | Gäste   | Herkunftsland | Herkunftsland | Herkunftsland |
| Jahr                                    | Gäste   | Österreich    | Deutschland   | Sonstige      |
| --------------------------------------- | ------- | ------------- | ------------- | ------------- |
| 1923                                    | 11.300  | 78,6 %        | 5,8 %         | 15,6 %        |
| 1926                                    | 164.900 | 75,3 %        | 21,6 %        | 3,1 %         |
| 1929                                    | 276.400 | 67,5 %        | 18,9 %        | 13,6 %        |
| 1934                                    | 250.160 | 83,3 %        | 1,1 %         | 13,1 %        |
| 1938                                    | 341.040 | 35,3 %        | 56,2 %        | 8,3 %         |
| Entwicklung des Fremdenverkehrs 1923-38 |         |               |               |               |

Ab Mitte der 1920er-Jahre entspannte sich die Situation allmählich. Im überwiegend auf Agrarwirtschaft ausgerichteten Kärnten zog der Fortschritt zunächst in den Städten ein. Im Jahr 1924 nahm die Radio Verkehrs AG ihren Sendebetrieb auf und im Jahr 1925 wurde der Flughafen Klagenfurt eröffnet. Zahlreiche Städte und Gemeinden des Landes begannen damals, verstärkt in den Fremdenverkehr zu investieren. Es wurden zum Beispiel am 3. Juli 1927 die wiedererbaute Naßfeldhütte des Alpenvereins auf dem Naßfeld im Gailtal eröffnet und ab dem Jahr 1928 das Strandbad Klagenfurt am Wörthersee ausgebaut. In Oberkärnten wurde damals mit dem Bau der Großglockner-Hochalpenstraße begonnen, die im Jahr 1935 für den Verkehr freigegeben wurde.
Auf den wirtschaftlichen Aufschwung und den damit verbundenen Optimismus zu dieser Zeit folgte jedoch die Weltwirtschaftskrise der 1930er-Jahre, die in Kärnten die Schließung von Hüttenwerken, den Verfall von Viehpreisen, die sinkende Nachfrage nach Erzeugnissen der holzverarbeitenden Industrie sowie einen Anstieg der Arbeitslosigkeit zur Folge hatte. Angesichts dieser wirtschaftlichen Entwicklungen verschärfte sich auch das politische Klima im Land wieder.

### Das Zeitalter des Ständestaates in Kärnten
Seit dem Anfang der 1930er-Jahre erzielten die Nationalsozialisten bei Landtagswahlen und vor allem aber auch bei Gemeinderatswahlen in Kärnten beachtliche Zugewinne an Stimmen. Zum Beispiel stellte die NSDAP in der Landeshauptstadt Klagenfurt im Jahr 1931 die zweitstärkste Gemeinderatsfraktion, im darauf folgenden Jahr gelang ihr auch in zahlreichen Gemeinden Kärntens der Aufstieg zu einer politisch bedeutsamen Partei im Land.
Der damalige österreichische Bundeskanzler Engelbert Dollfuß versuchte ab dem März 1933 nach der vorgeblichen „Selbstausschaltung des Parlaments“ mit Notverordnungen einen Weg aus der Krise in Österreich zu finden. Er bildete ein autoritäres Regime und stand sowohl dem Nationalsozialismus (dessen Partei er per Landesverfassungsgesetz im Sommer 1933 verbot) als auch der Sozialdemokratie strikt ablehnend gegenüber. Doch auch während des Verbots der NSDAP und nach der Aufhebung aller Landtags- und Gemeinderatsmandate war Kärnten im „austrofaschistischen“ Ständestaat (ab 1. Mai 1934) eine österreichische Hochburg des Nationalsozialismus. Dies äußerte sich unter anderem im Erscheinen von Flugblättern, dem Aufflammen von Demonstrationen und gipfelte in der Verübung von Sprengstoffanschlägen. Ein Putschversuch der Nazis am 25. Juli 1934 (Juliputsch) – dem Tag der Ermordung von Dollfuß, der auch in Kärnten zur Stürmung mehrerer Orte führte – wurde innerhalb weniger Tage von Truppen der österreichischen Armee und von Heimatverbänden niedergeschlagen. Der Ständestaat konnte sich unter Bundeskanzler Kurt Schuschnigg trotz vergleichsweise geringen Rückhalts in der Bevölkerung bis ins Jahr 1938 halten. Landeshauptleute der Vaterländischen Front in Kärnten waren Ludwig Hülgerth (1934–36) und Arnold Sucher (1936–38).

### Zeit des Nationalsozialismus
Am Tag des Rücktrittes von Bundeskanzler Schuschnigg, dem 11. März 1938, kam es in den Kärntner Städten Klagenfurt und Villach zu Demonstrationen der Nationalsozialisten. Im Amtsgebäude der Landesregierung erzwangen der NSDAP-Gauleiter Franz Kutschera sowie Wladimir von Pawlowski von Landeshauptmann Arnold Sucher die Übergabe des Amtes an Pawlowski. Bereits am Tag darauf befand sich die gesamte Verwaltung Kärntens inklusive der Gemeinden in Händen der Nationalsozialisten, die damit als erstes Bundesland Österreichs die Machtübernahme melden konnten. Bei der „Volksabstimmung“ über den „Anschluss Österreichs“ an das Deutsche Reich stimmten am 10. April 1938 in Kärnten 99,83 % der Stimmberechtigten mit „Ja“. In 105 sogenannten „Führergemeinden“ gab es keine einzige Nein-Stimme. Im Vorfeld war durch die Propaganda eine Verbindung mit der Volksabstimmung am 10. Oktober 1920 hergestellt worden.
Ab dem Mai 1938 war Hubert Klausner Landeshauptmann, nach seinem Tod folgte ihm im Februar 1939 Pawlowski als geschäftsführender Landeshauptmann. Pawlowski war parallel dazu von August 1939 bis Juni 1942 Regierungspräsident, von März 1940 bis Dezember 1941 Gauhauptmann und ab April 1940 Vertreter des Reichsstatthalters in Kärnten, ein Musterbeispiel für die Ämterverflechtung von Partei- und Staatsämtern im NS-Staat. Am 18. November 1941 wurde Friedrich Rainer zum NSDAP-Gauleiter und Landeshauptmann von Kärnten ernannt.
Bereits im Oktober 1938 wurde Osttirol dem Gau Kärnten angegliedert. Dieser blieb zunächst ein Parteigau und wurde erst mit dem 1. Mai 1939 ein Reichsgau.
Nach der Kapitulation Jugoslawiens am 17. April 1941 (Balkanfeldzug) wurden das Mießtal und die Oberkrain vom Deutschen Reich besetzt und unter die Verwaltung Kärntens gestellt.
In der Zeit des Nationalsozialismus stellte Kärnten mit rund 6 % der Bevölkerung Österreichs 15,4 % der NSDAP-Mitglieder. In Kärnten gab es 13.333 SS-Mitglieder.

#### Das „Slowenenproblem“
Nach dem „Anschluss“ Österreichs gab es im gemischtsprachigen Teil Kärntens verschiedene Spekulationen, und zwar befürchteten die einen die Abtretung des Gebietes an das mit Deutschland befreundete Jugoslawien, die Slowenen befürchteten wiederum ihre Diskriminierung und ihre Verfolgung. Führende Vertreter der Kärntner Slowenen wie Franc Petek und Joško Tischler bemühten sich um ein gutes Einvernehmen mit den neuen Machthabern und empfahlen sogar ein „Ja“ bei der Abstimmung am 10. April. Bereits im März 1938 wurden jedoch etliche slowenische Priester verhaftet und Lehrer entlassen. Joško Tischler, selbst Lehrer, wurde nach Vorarlberg versetzt. Ab dem August 1938 war die Volkstumsstelle des Reichsinnenministeriums in Klagenfurt für die Slowenenfrage zuständig. Leiter war Alois Maier-Kaibitsch, früherer Geschäftsführer des Kärntner Heimatbundes. Die letzten zweisprachigen Ortstafeln verschwanden noch im Jahr 1938, im Mai 1939 gab es keinen zweisprachigen Unterricht in Kärntens Schulen mehr. Nach dem deutsch-italienischen Abkommen über die Umsiedlung der deutschsprachigen Bewohner wurden im Herbst 1939 in Kärnten Überlegungen angestellt, die Kanaltaler Bevölkerung in Südkärnten anzusiedeln. Nach der Eroberung Jugoslawiens plante man die Umsiedlung von 20.000 bis 50.000 Kärntnern in den Raum Lublin. Nach Protesten wurden diese Pläne aufgegeben, lediglich rund 200 als „volks- und staatsfeindlich“ bezeichnete Familien wurden zunächst ins „Altreich“ gebracht.
Nach der Eroberung Jugoslawiens im Jahr 1941 wurden aus Slowenien 20.000 Slowenen ausgesiedelt. Die sogenannten „nicht Eindeutschungsfähigen“ wurden nach Serbien ausgesiedelt, die „rassisch Wertvollen“ zur „Eindeutschung“ ins Altreich gebracht. Dies motivierte auch den Kärntner Gauleiter Rainer, die Aussiedlungen wieder aufzunehmen. Entsprechend Himmlers Parole „Macht dieses Land deutsch!“ wurden im April 1942 1.075 Kärntner Slowenen von ihren Höfen vertrieben und in ein Lager in Ebenthal gebracht, 917 von ihnen wurden später nach Norddeutschland zur Zwangsarbeit verbracht. In ihre Höfe zogen Kanaltaler Bauern ein.
Gegen die geplanten und zum Teil durchgeführten Aussiedlungen erhoben selbst NS-Funktionäre Protest. Sogar das Stabshauptamt Himmlers und die Organisation Todt hegten Bedenken aufgrund der anwachsenden Unruhe in Südkärnten, verstärkten die Aussiedlungen doch den Zustrom zur Partisanenbewegung. Die Aussiedlungen gingen in geringem Ausmaß weiter, so etwa im Jänner 1944, als im Raum Eisenkappel-Petzen 50 Slowenen verhaftet und abtransportiert wurden. Die endgültige „ethnische Flurbereinigung“ sollte nach dem Krieg vollendet werden.

#### Widerstand
Bereits im Winter 1939/40 desertierten slowenische Wehrmachtsangehörige aus Kärnten nach Jugoslawien. Nach der Niederwerfung Jugoslawiens im April 1941 bildeten sie die ersten Partisanengruppen in den Karawanken. Zugleich wurde die Befreiungsfront (Osvobodilna Fronta, OF) gegründet, die zwar unter kommunistischer Führung stand, aber auch vom christlichen und liberalen Lager unterstützt wurde. Besonders nach den Aussiedlungen gingen viele Wehrmachtsangehörige nach einem Fronturlaub „in den Wald“, so auch Franc Pasterk, Kommandant des Ersten Kärntner Partisanenbataillons.
Im November 1942 wurden 130 Partisanen und Sympathisanten verhaftet. In einem Volksgerichtshofprozess in Klagenfurt verurteilte Roland Freisler 13 Angeklagte zum Tode. Die Partisanenbewegung erholte sich rasch. Im März 1944 setzte sich eine Gruppe im Sattnitzgebiet fest, im Juni eine weitere Gruppe auf der Saualpe. Ihre größte Aktivität entwickelten die Verbände jedoch außerhalb des Kärntner Gebietes, im Oktober kam es zu heftigen Kämpfen auf der Saualpe. In den Jahren 1944 und 1945 hatten die Deutschen im Kärntner Partisanengebiet 15.000 Bewaffnete im Einsatz, die Zahl der Gendarmerieposten hatte sich von 43 auf 153 erhöht. Es kam immer wieder zu Übergriffen. Noch im April 1945 ermordeten Polizeieinheiten beim Peršmanhof in Koprein-Petzen eine elfköpfige Familie, von der 80-jährigen Großmutter bis zum acht Monate alten Säugling.
Bei den Kampfhandlungen fielen etwa 500 Partisanen. Dies war der einzige kontinuierliche, organisierte und bewaffnete Widerstand gegen die NS-Diktatur in Österreich, und damit ein wichtiger Beitrag zur Befreiung Österreichs im Sinne der Moskauer Deklaration aus dem Jahr 1943.

#### Verfolgung

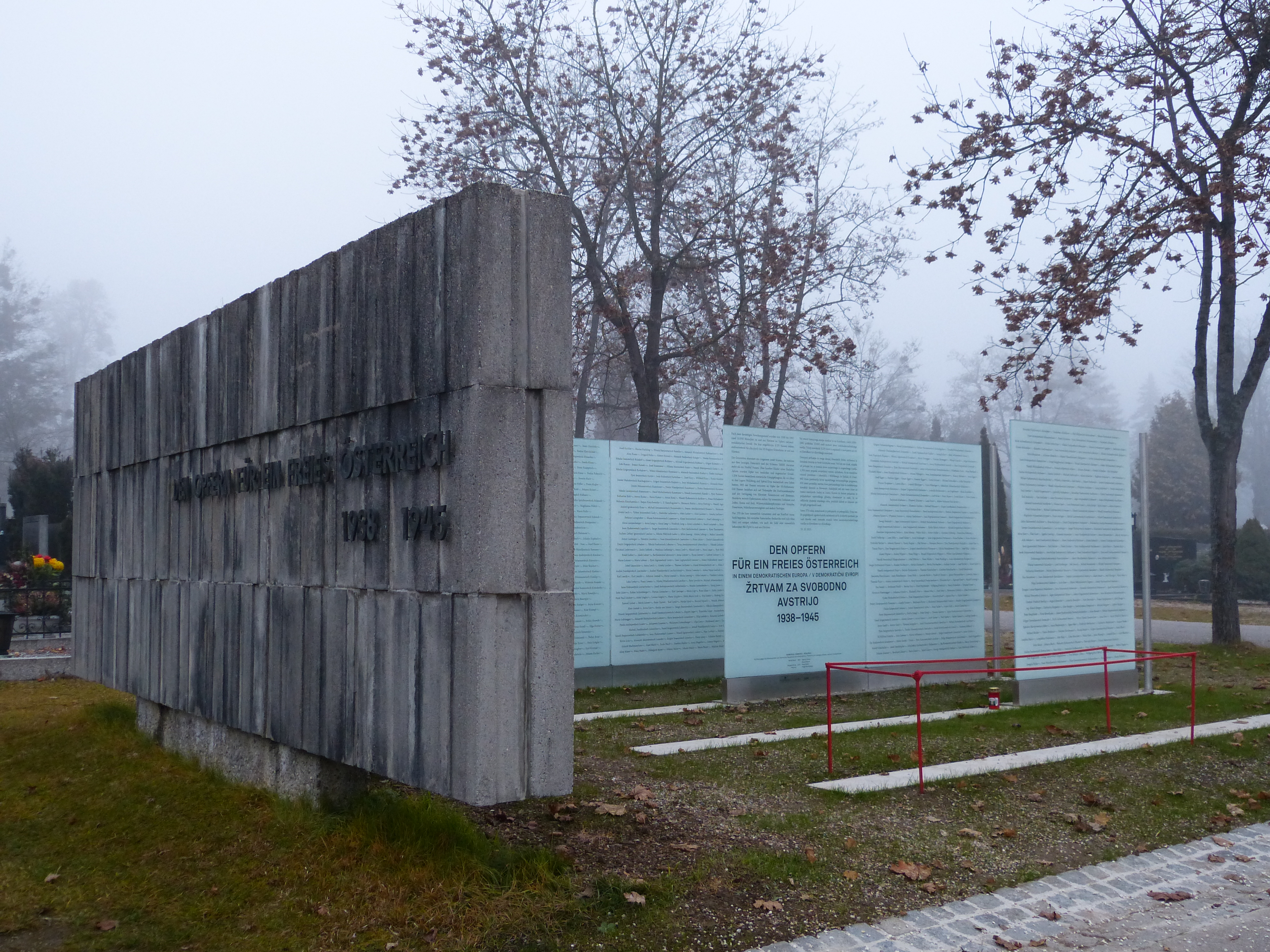
Gedenkstätte mit Namen von 3175 durch das NS-Regime Ermordeten in und aus Kärnten. Friedhof Klagenfurt-Annabichl

Vertreter der Katholischen Kirche hatten zunächst auf eine friedliche Koexistenz mit dem NS-Regime gehofft. Jedoch wurden bereits im Jahr 1938 zahlreiche Geistliche verhaftet und in Konzentrationslager gebracht. Fürstbischof Adam Hefter, der im Jahr 1938 noch persönlich mit Adolf Hitler zusammentraf, zeigte sich in seiner Silvesteransprache im Jahr 1938 von der Entwicklung enttäuscht und trat im Jahr 1939 zurück. Sein Nachfolger Andreas Rohracher konnte aufgrund des Einspruchs der Machthaber nicht Bischof werden und trug nur den Titel eines Kapitularvikars.
In weiterer Folge wurden katholische Schulen geschlossen, Klöster wie jenes in St. Paul im Lavanttal aufgehoben, kirchliche Güter eingezogen wie zum Beispiel das Sanatorium Maria Hilf in Klagenfurt und die Druckerei Carinthia. Die Propaganda der Nationalsozialisten zum Thema des Austritts von Gläubigen aus ihren jeweiligen Kirche war in Kärnten relativ wirkungsvoll, denn alleine im Jahr 1940 traten etwa 4.327 Katholiken und 828 Protestanten aus den Kirchen aus.
Auch in Kärnten wurden viele Kriegsgefangene und zwangsverpflichtete Fremdarbeiter als Arbeitskräfte eingesetzt. Rund 26.000 Ausländer arbeiteten in der Landwirtschaft, rund 36.000 in anderen Wirtschaftsbereichen. Auf Kärntner Gebiet gab es zwei Kriegsgefangenen-Stammlager, und zwar in Wolfsberg und in Spittal an der Drau. Das KZ Loibl und das KZ-Nebenlager Klagenfurt-Lendorf waren Außenlager des KZ Mauthausen.
In den Jahren 1940/41 wurden aus dem Gaukrankenhaus Klagenfurt, der Landessiechenanstalt, dem Siechenhaus Villach und anderen Heimen bzw. Anstalten mindestens 739 Menschen in die Tötungsanstalt Hartheim verlegt und mit Kohlenmonoxid ermordet. In den Jahren 1942 bis 1945 wurden 700 bis 900 Menschen direkt im Gaukrankenhaus getötet. In der „Reichspogromnacht“ am 8. November 1938 wurden alle männlichen Kärntner Juden verhaftet und in die KZ Dachau und Buchenwald gebracht. Bis Anfang des Jahres 1940 waren die jüdischen Betriebe zur Hälfte „arisiert“, zur anderen Hälfte liquidiert. Bis Anfang des Jahres 1943 waren auch sämtliche Kärntner Roma und Sinti in KZ gebracht worden, nur wenige überlebten. Insgesamt wurden etwa 2.400 Kärntner Opfer der Verfolgung durch das NS-Regime.

#### Der Zweite Weltkrieg in Kärnten
Kärnten blieb lange von direkten Kriegsereignissen verschont. Erst seit dem Ende des Jahres 1943 lag Kärnten in der Reichweite alliierter Flugplätze in Süditalien (Foggia). Klagenfurt wurde erstmals am 16. Jänner 1944 aus der Luft angegriffen; der Angriff forderte 234 Todesopfer. Auf Klagenfurt fanden insgesamt 40, auf den wichtigen Verkehrsknotenpunkt Villach 39 größere Luftangriffe statt. Villach war nach Wiener Neustadt die am stärksten zerstörte Stadt Österreichs, 451 Gebäude wurden total zerstört, 848 schwer beschädigt. Alliierte Truppen erreichten Kärnten erst nach dem Waffenstillstand, so dass Kärnten von schweren Gefechten verschont blieb.

#### Das Kriegsende

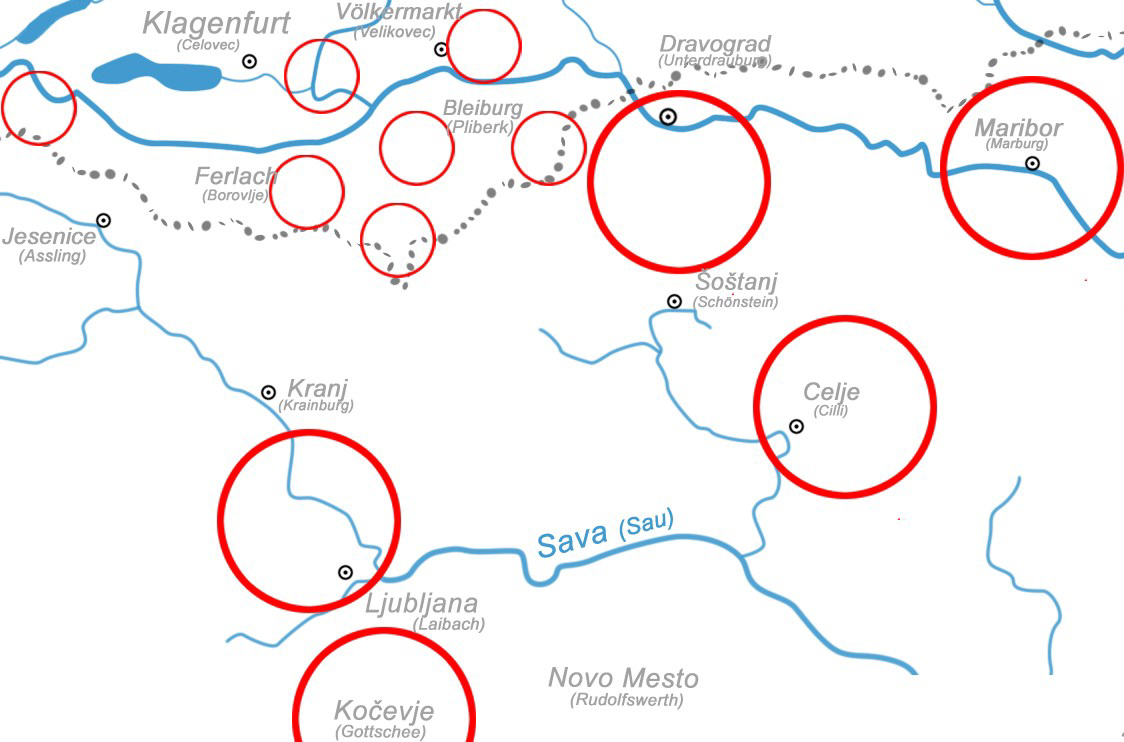
Lokalisationen der Massaker von Bleiburg im österreichischen Kärnten und Epizentren der Massentötungen in Slowenien

Im April 1945 befanden sich die regulär in Kärnten stehende 438. Division unter General Ferdinand Noeldechen sowie starke Wehrmacht- und SS-Verbände, die sich aus Italien und Jugoslawien zurückgezogen hatten. Gauleiter Rainer wollte den Kampf in der sogenannten „Alpenfestung“ weiterführen. Dazu sollte es jedoch nicht mehr kommen. Am 1. Mai übergab Rainer das Amt des Regierungspräsidenten an Gauhauptmann Meinrad Natmeßnig. Am 5. Mai traf sich Natmeßnig im Landhaus mit Vertretern der Widerstandsbewegung und der Parteien aus der Ersten Republik. Man einigte sich auf die Bildung eines vorläufigen Vollzugsausschusses aus Sozialdemokraten und Christlichsozialen. Eine erste Vorsprache des Vollzugsausschusses bei Rainer blieb ergebnislos. Am 6. Mai bildeten die demokratischen Parteien eine provisorische Landesregierung, der Sozialdemokrat Hans Piesch wurde Landeshauptmann. Eine Abordnung unter Piesch begab sich noch am 6. Mai zu Rainer, der sich zu seinem Rücktritt bereit erklärte. Am 7. Mai übergab er seine Geschäfte an Natmeßnig, der sie sogleich an die provisorische Landesregierung weitergab. Noch vor dem Eintreffen der alliierten Truppen waren in Kärnten die demokratischen Kräfte auf „legale“ Weise an die Macht gekommen. Als letzter Stützpunkt des NS-Regimes wurde die Gestapo-Zentrale in Klagenfurt von bewaffneten Widerstandskämpfern angegriffen, worauf die Gestapo-Leute flüchteten.
Die britische Armee hatte nach der Kapitulation der Wehrmacht an der italienischen Front am Nachmittag des 7. Mai 1945 die Kärntner Grenze erreicht und rückte am Vormittag des 8. Mai 1945 in Klagenfurt ein – nur wenige Stunden vor dem Eintreffen von Verbänden der kommunistischen Jugoslawischen Volksbefreiungsarmee, die Gebietsansprüche ihres Marschall Tito sichern sollten. Die Briten stellten sogleich klar, dass sie einen Verbleib der jugoslawischen Truppen in Kärnten nicht dulden würden und demonstrierten dies unter anderem mit dem Aufstellen von Kanonen auf dem Neuen Platz und vor dem Landhaus in Klagenfurt. Nachdem diplomatischer Druck und militärische Drohgebärden erfolglos geblieben waren, wurden die jugoslawischen Truppen am 16. Mai unter sowjetischen Befehl gestellt. Die Sowjets waren an einer Einhaltung der ausgehandelten Besatzungszonen interessiert und befahlen den Rückzug aus Kärnten, der in den folgenden Tagen erfolgte.
In diesen Tagen nahmen die Jugoslawen im von ihnen besetzten Gebiet in Südkärnten 263 Personen fest. Rund 100 wurden noch in Kärnten freigelassen, rund 90 kamen in Jugoslawien wieder frei. 96 Personen wurden getötet oder starben in Haft. Die meisten Verschleppungen fanden in Gebieten statt, in denen es davor besonders heftige Partisanenkämpfe gegeben hatte. Die genauen Motive konnten meist nicht ermittelt werden. In Bleiburg kapitulierten kroatische (Ustascha-Milizen, Domobrani), slowenische (Domobranzen) und serbische Verbände (Tschetnik), denen sich geflüchtete Zivilisten des faschistischen Ustascha-Regimes angeschlossen hatten, vor der britischen Armee. Sie wurden von dieser an Jugoslawien ausgeliefert. Zehntausende von ihnen wurden von der jugoslawischen Armee aus Vergeltung hingerichtet oder zur Zwangsarbeit in Lagern interniert.

### Kärnten seit dem Jahr 1945
Hans Piesch wurde am 24. Juli 1945 von der britischen Besatzungsmacht als Landeshauptmann anerkannt und durch die Landtagswahlen am 25. November 1945 bestätigt. Er hatte dieses Amt aber nur eineinhalb Jahre inne;, denn er trat bereits im April 1947 zurück, als ihm seine NSDAP-Mitgliedschaft während der NS-Zeit vorgeworfen wurde. Sein Nachfolger wurde Ferdinand Wedenig (SPÖ). Nach der Unterzeichnung des Österreichischen Staatsvertrags im Jahr 1955 zog die britische Besatzungsmacht bis Ende Oktober ab.
Die Umsetzung der im Artikel 7 des Staatsvertrags der slowenischen Minderheit zugesicherten Rechte sorgte in der Zweiten Republik für politische Auseinandersetzungen, die sich am heftigsten im symbolisch stark aufgeladenen Ortstafelstreit äußerten. Folglich wurden im Jahr 1972 die zur Erfüllung von völker- und verfassungsrechtlichen Verpflichtungen aufgestellten zweisprachigen topographischen Aufschriften von slowenenfeindlichen Bewohnern im Zuge des sogenannten Ortstafelsturms wieder entfernt. Die Topographieverordnung aus dem Jahr 1977 legte den slowenischsprachigen Bevölkerungsanteil mit 25 % fest. Dieser Prozentsatz wurde im Jahr 2001 vom österreichischen Verfassungsgerichtshof als zu hoch und deshalb als verfassungswidrig aufgehoben. Die Lösung der sogenannten Ortstafelfrage erfolgte schließlich im Jahr 2011 durch einen Konsens zwischen der österreichischen Bundesregierung, der Kärntner Landesregierung und den meisten Vertretungen der slowenischen Minderheit in Kärnten. Die wichtigsten Verhandler waren  Josef Ostermayer, Staatssekretär im Bundeskanzleramt, Gerhard Dörfler, Landeshauptmann von Kärnten, und Valentin Inzko, Vorsitzender des Rates der Kärntner Slowenen und Hoher Repräsentant für Bosnien und Herzegowina.
In Kärnten stellte in den Jahren 1945 bis 1989 die SPÖ den Landeshauptmann. Jedoch am Ende der 1980er-Jahre erschütterte der Skandal um das Zellstoffwerk Magdalen die politische Landschaft des Landes und belastete vor allem die damals regierende SPÖ schwer. Nachdem die SPÖ bei der Landtagswahl am 12. März 1989 die absolute Mehrheit verloren hatte, wurde Jörg Haider zum Landeshauptmann Kärntens gewählt. Er war damals der erste FPÖ-Politiker, der das Amt eines Landeshauptmanns in Österreich bekleidete. Im Jahr 1991 wurde er abgewählt, nachdem er im Landtag die „ordentliche Beschäftigungspolitik“ des Dritten Reichs gelobt hatte. Folglich wurde Christof Zernatto von der ÖVP Landeshauptmann von Kärnten. Jedoch gewann im März 1999 Jörg Haider die Landtagswahlen in Kärnten.
Damit wurde er abermals Landeshauptmann des Bundeslandes Kärnten. Haider wurde bei der Landtagswahl im Jahr 2004  im Amt bestätigt.
Nach seinem Unfalltod im Oktober 2008 bildete Gerhard Dörfler als Haiders Nachfolger als Landeshauptmann die Landesregierung Dörfler I in Kärnten; sie amtierte bis zum März 2009.
Bei der Landtagswahl am 1. März 2009 erreichte die noch von Jörg Haider gegründete Partei, das BZÖ (eine Abspaltung der FPÖ), den ersten Platz (44,89 %) und stellte den Landeshauptmann. Dieser wurde abermals Gerhard Dörfler (Landesregierung Dörfler II).
Jedoch infolge einer Reihe von Skandalen, wie zum Beispiel der Hypo-Alpe-Adria- und der sogenannten Part-of-the-Game-Affäre, verlor Dörfler und das BZÖ in Kärnten allmählich an Zustimmung. Alle im Landtag vertretenden Parteien forderten damals die Durchführung von Neuwahlen. Deshalb fand in Kärnten am 3. März 2013 eine vorgezogene Landtagswahl statt. Die SPÖ wurde dabei mit 37,13 % der Stimmen stärkste Partei. Die FPK (Nachfolgepartei des BZÖ in Kärnten) erlangte nur mehr 16,85 % der Stimmen. Peter Kaiser von der SPÖ wurde Landeshauptmann von Kärnten. Er bildete die Landesregierung Kaiser I. Nach der Landtagswahl in Kärnten im Jahr 2018, aus der vor allem die SPÖ gestärkt hervorging, bildete er die Landesregierung Kaiser II. Im Jahr 2023 nach der Landtagswahl in Kärnten im Jahr 2023 wurde Peter Kaiser abermals Landeshauptmann von Kärnten, da die SPÖ, trotz starker Verluste,  weiterhin die stärkste Partei in Kärnten blieb.
Im Jahr  2018 richtete eine Unwetterkatastrophe schwere Schäden im Land an. In den Jahren 2020 und 2021 litt Kärnten an den Auswirkungen der weltweiten COVID-19-Pandemie, verursacht durch das Virus SARS-CoV-2. Im Jahr 2023 wurde Kärnten abermals durch eine Unwetterkatastrophe, die zu schweren Überschwemmungen in vielen Teilen des Landes führte, heimgesucht.